# Вооружённые силы Республики Казахстан

Республика Казахстан — Казахстан

Вооружённые силы Республики Казахстан (каз. Қазақстан Республикасының қарулы күштері) — военная организация Республики Казахстан, создана в мае 1992 года.

## Общие сведения и состав
Согласно закону Республики Казахстан «Об обороне и Вооружённых Силах Республики Казахстан» от 16 февраля 2012 года, к вооружённым силам относятся все формирования и учреждения находящиеся в структуре Министерства обороны РК.
В систему органов военного управления Вооружённые силы Республики Казахстан входят:
- органы военного управления;
- виды вооружённых сил:
  - Сухопутные войска

- рода войск в составе Сухопутных войск:
  - Специальные войска;
  - Ракетные войска и артиллерия

- Силы воздушной обороны
- Военно-морские силы
- Десантно-штурмовые войска
- Силы специальных операций

- военно-учебные заведения;
- военно-научные учреждения;
- другие организации.

При объявлении мобилизации в состав Вооружённых сил Республики Казахстан включаются:
- Национальная гвардия МВД РК;
- органы управления гражданской обороны МЧС РК;
- Пограничная служба Комитета национальной безопасности Республики Казахстан;
- специальные формирования.

Предусматривается также включение в состав ВС РК территориальных войск, которые будут представлять собой бригады развёртываемые при необходимости из резервистов, в 14 областях а также в городах Астана, Алматы и Шымкент. Данное положение внесено предложением в законопроект 30 мая 2016 года.
Специальные войска предназначены для организации тылового обеспечения и боевого обеспечения.

## Комплектование Вооружённых сил
Личный состав Вооружённых сил состоит из военнослужащих и гражданских лиц, которые набираются на основе:
- военнослужащих добровольно поступивших на военную службу на контрактной основе;
- военнослужащих призванных на основе всеобщей воинской обязанности;
- гражданские лица на основе трудового законодательства Республики Казахстан и законодательства Республики Казахстан о государственной службе.

## Предыстория

### Военные формирования ВС СССР на территории Казахской ССР
В различные периоды истории Вооружённых сил СССР территория Казахской ССР относилась частично или полностью к следующим военным округам: Сталинградский военный округ, Степной военный округ, Южно-Уральский военный округ, Среднеазиатский военный округ.
В послевоенный период основу войск, дислоцированных на территории Казахской ССР, составляли формирования Среднеазиатского военного округа (САВО), который просуществовал с 1969 по 1989 годы. Создание данного округа и усиление войск входящих в его состав связано с обострением советско-китайского раскола в конце 60-х годов. Именно в период с 1969 по 1979 годы происходила передислокация соединений из других военных округов и создание соединений на месте в основном в восточной части Казахской ССР граничащей с Китаем.
Так в кратчайшие сроки была развёрнута 32-я общевойсковая армия и 17-й армейский корпус (частично размещался в Киргизской ССР), которые взяли на себя функцию прикрытия государственной границы с Китаем. В течение 10 лет на территорию Казахской ССР были передислоцированы и развёрнуты следующие соединения:
- 68-я мотострелковая Новгородская Краснознамённая дивизия,
- 80-я гвардейская учебная мотострелковая Уманьская ордена Суворова дивизия,
- 155-я мотострелковая дивизия,
- 203-я мотострелковая Запорожско-Хинганская Краснознамённая ордена Суворова дивизия,
- 78-я танковая Невельская Краснознамённая дивизия,
- 22-я отдельная бригада специального назначения,
- 57-я отдельная десантно-штурмовая бригада.

При разделе Казахстану в наследство от бывшего СССР достались формирования и военные объекты, которые в общем насчитывали около 200 000 личного состава ) и располагали современным стратегическим оружием и мощными арсеналами обычных вооружений.
Здесь размещались крупнейшие в СССР испытательные, космические и ядерные полигоны — Эмба, Сары-Шаган (Приозёрск), космодром Байконур (также известный как Ленинск или Тюратам), Семипалатинский ядерный полигон.
Ракетные войска стратегического назначения СССР, после распада Советского Союза ставшие Объединёнными стратегическими силами СНГ, в Казахстане были представлены двумя ракетными дивизиями шахтного базирования, на вооружении каждой из которых находилось по 48 установок ракет типа Р-36М, — 38-й (Державинск) и 57-й (Жангизтобе), развёрнутые в 1964 году.
К стратегическим силам также относилась 79-я тяжёлая бомбардировочная авиационная дивизия, дислоцированная в н.п. Чаган, близ Семипалатинска), созданная в 1958 году. На вооружении этой дивизии находились стратегические бомбардировщики Ту-95 — 40 самолётов и 240 крылатых ядерных ракет к ним.
На территории Казахстана располагались 5 Баз хранения вооружения и военной техники (БХВТ) для сухопутных войск, предназначавшейся для развёртывания соединений в случае войны. Из них — 3 БХВТ были сформированы незадолго до Распада СССР.
В 1990 году, для формирования нескольких танковых дивизий, была создана 5202-я База резерва танков (в/ч 75484) в Семипалатинске ). Материальную базу (1350 танков) для неё составила вывезенная в конце 1980-х — начале 1990-х бронетехника, ранее принадлежавшая соединениям выводимым из Восточной Европы.
Для формирования 2 мотострелковых дивизий имелись 5203-я БХВТ (в/ч 95876) в н.п.Ново-Ахмирово и 5204-я БХВТ (в/ч 31775) в Караганде, появившиеся соответственно на базе расформированных в 1989 году 155-й и 203-й мотострелковых дивизий. На каждой из них находилось около 200 танков, 350—400 БМП и 200 артиллерийских орудий.
Также в Гвардейском гарнизоне Жамбылской области ещё в начале 70-х годов были сформированы 2 БХВТ. Первая БХВТ предназначалась для развёртывания 269-й мотострелковой дивизии кадра (в/ч 21450). Второй БХВТ являлась в/ч 15632 или Московская База Резерва Танков (МБРТ).
Также на военном аэродроме Талдыкоргана находилась База хранения авиационной техники, основу которого составляли устаревшие истребители, оставшиеся после расформирования 134-го авиационного полка истребителей-бомбардировщиков дислоцированного в Жангизтобе и 45-го учебного авиационного полка дислоцированного в Аягозе.

### Расформирование САВО
В 1989 году САВО был ликвидирован и все войска, подчинённые Министерству обороны СССР на территории среднеазиатских республик и Казахской ССР, вошли в состав Краснознамённого Туркестанского военного округа. Управление округа находилось в Ташкенте. С выводом из Афганистана 40-й армии в 1989 году и её расформированием 32-я общевойсковая армия с сентября 1989 года сменила порядковый номер на 40-й ). Командующим 40-й армии был назначен генерал-лейтенант Рябцев А. С..

### Раздел формирований
Ближе к моменту распада СССР в некоторых союзных республиках, начались скрытые процессы по воздействию на региональные военные управления со стороны руководства союзных республик. Предвидя неизбежный распад СССР и раздел вооружённых сил, руководство союзных республик давлением на военных или сговорами, пыталось решить вопрос увеличения вооружений и военного имущества для собственных будущих вооружённых сил. Руководство ТуркВО, находившееся в Ташкенте, пошло на сговор с руководством Узбекской ССР, итогом которого стало целенаправленный подрыв снабжения и полноценного функционирования соединений на территории Казахской ССР. Руководством ТуркВО в лице командующего генерал-лейтенанта Кондратьева Г. Г. отдавались приказы на отправку запасов продовольствия, горюче-смазочных материалов, вещевого имущества и обмундирования, средств связи, автомобильной и другой техники с территории Казахской ССР на войсковые склады ТуркВО на территории Узбекской ССР. В феврале 1992 года командующий 40-й армии генерал-лейтенант Рябцев отказался выполнять приказы Кондратьева и объявил телеграммой, что он подчиняется президенту Казахстана Назарбаеву. В российских СМИ генерал Рябцев был обвинён в предательстве.
7 мая 1992 года, в ходе межгосударственных российско-казахских переговоров в Алма-Ате, был произведён заключительный раздел воинских формирований на территории Республики Казахстан. Этой же датой, Указом президента Казахстана № 745 «О создании Вооружённых Сил Республики Казахстан», было объявлено о создании Вооружённых сил Казахстана. Под юрисдикцию Казахстана отошли все формирования и военные объекты бывшего Министерства обороны СССР, дислоцированные на её территории, за исключением нескольких формирований и объектов, оставшихся в юрисдикции Российской Федерации.
В первые годы самостоятельного существования (1992—1993 годы), в ВС РК сохранялись структурные соединения бывшей Советской Армии ВС СССР — отдельный корпус ПВО, 56-й корпус ВВС, 40-я армия, дивизия раннего обнаружения ракет и так далее. Впоследствии (1992—1994) эти крупные формирования были сокращены, а частью расформированы.
В первые годы существования ВС Казахстана они столкнулись с массовой нехваткой офицерских кадров, особенно в среднем и нижнем звеньях управления. Проблема решалась приглашением в Казахстан офицеров-казахов из бывших ВС СССР по всему постсоветскому пространству, заключением соглашений с Российской Федерацией о прохождении службы российскими военнослужащими в ВС Казахстана (без смены гражданства) от 19 августа 1992 года и от 20 января 1995 года, призывом из запаса выпускников вузов м военными кафедрами. К началу XXI века проблема в-основном была решена.

## История ВС РК

### 1991—1992
- 1991
- 25 октября — подписаны указы президента Казахской ССР Нурсултана Назарбаева «Об образовании Совета Безопасности Казахской ССР», «Об образовании Государственного комитета обороны Казахской ССР» и «О назначении т. Нурмагамбетова С. К. Председателем Государственного комитета обороны Казахской ССР».
- 10 декабря — подписан Закон о переименовании Казахской ССР в Республику Казахстан.
- 16 декабря — Верховный Совет Республики Казахстан принял Закон «О государственной независимости Республики Казахстан».
- 1992
- 13 января — принят Закон «О пограничных войсках Республики Казахстан».
- 10 января — Принят Закон «О Внутренних войсках» МВД Республики Казахстан.
- 16 марта — подписан Указ президента РК о создании Республиканской гвардии. Два полка Республиканской гвардии дислоцированы в Акмоле (Астане) и Алма-Ате.
- 7 мая — подписаны указы президента РК: о создании Вооружённых сил Республики Казахстан, о преобразовании Государственного комитета обороны Республики Казахстан в Министерство обороны, о присвоении Нурмагамбетову воинского звания генерал-полковник и о назначении генерал-полковника Нурмагамбетова министром обороны Республики Казахстан.
- 25 августа оставлена и принята воинская присяга
- В начале сентября, согласно договорённостям Казахстана с Россией, Узбекистаном, Кыргызстаном и Таджикистаном в Горно-Бадахшанскую область Республики Таджикистан был отправлен батальон от 35-й отдельной гвардейской десантно-штурмовой бригады, для усиления российских пограничников охранявших таджико-афганскую границу в период Гражданской войны.
- 1 ноября — на базе соединений и частей 40-й армии бывшего Туркестанского военного округа создан первый в Казахстане армейский корпус со штабом в Семипалатинске. Позднее на его базе был сформирован Восточный военный округ, реорганизованный 13 ноября 2003 года в ныне действующее региональное командование «Восток».

### 1993—1998
- 1993
  - 13 января — приняты Законы «О государственной границе Республики Казахстан» и «О всеобщей воинской обязанности и военной службе».
  - 11 февраля — утверждена первая Военная доктрина Республики Казахстан.
  - 2 апреля — подписан указ президента РК о создании Военно-морских сил Республики Казахстан.
  - 9 апреля — принят Закон «Об обороне и Вооружённых Силах Республики Казахстан».
  - 5 мая — подписан указ президента РК о присвоении С. К. Нурмагамбетову воинского звания «генерал армии».
- 1995
  - 19 мая — принят указ президента «Об образовании Государственного Комитета Республики Казахстан по охране государственной границы» (с июля 1999 г. — Пограничная служба Комитета национальной безопасности).
  - 16 октября — министром обороны Республики Казахстан назначен генерал-лейтенант А. Х. Касымов (с 8 мая 1996 года — генерал-полковник).
- 1996
  - апрель — Казахстан получил из России самолёты СУ-27 и МиГ-29 в порядке компенсации за выведенные в Россию стратегические бомбардировщики.
  - 17 августа — в городе Актау поднят Флаг Военно-Морского флота Республики Казахстан. Командиры первых шести береговых патрульных кораблей получили флаги для своих кораблей.
  - 30 октября — генерал-полковник М. К. Алтынбаев назначен министром обороны, генерал-майор А. Б. Джарбулов — начальником Главного штаба ВС РК — первым заместителем министра обороны.
- 1997
  - 14 октября генерал-майор Б. Е. Ертаев назначен начальником Главного штаба ВСРК — первым заместителем министра обороны.
  - 17 ноября — издан указ президента РК о дальнейших мерах по реформированию Вооружённых сил. Главный штаб ВС РК преобразован в Генеральный штаб.
- 1998
  - Созданы три вида Вооружённых сил — Силы воздушной обороны (СВО), Силы охраны государственной границы (СОГГ, включали пограничные войска и силы береговой охраны) и Силы общего назначения (СОН).

Состав ВС РК в 1993—1998:
- Сухопутные войска
  - Управление 1-го армейского корпуса (Семипалатинск)
    - 68-я Краснознамённая Новгородская мотострелковая дивизия (в годы ВОВ — 372-я Краснознамённая Новгородская стрелковая дивизия) (Сары-Озек) в составе 3-х мотострелковых , 1-го артиллерийского и 1-го танкового полка; вооружение — ок. 300 танков и ок. 500 боевых бронированных машин (ББМ)
    - 78-я танковая Невельская Краснознамённая дивизия (Аягуз); вооружение — 350 танков, 290 ББМ, 150 артиллерийских орудий

  - 210-й гвардейский окружной учебный Уманьский ордена Суворова центр имени Карасай батыра (Отар). До 1987 года — 80-я гвардейская учебная мотострелковая Уманьская ордена Суворова дивизия
  - 35-я гвардейская отдельная десантно-штурмовая бригада — выведена в Казахстан из состава ГСВГ в 1991 году в г. Капчагай;
  - 44-я ракетная бригада тактических ракет (Семипалатинск);
  - 645-й артиллерийский полк (Семипалатинск);
  - 962-й полк реактивной артиллерии — установок залпового огня (Семипалатинск);
  - 46-я отдельная мотострелковая бригада (Алма-Ата) — создана в 1996 году на базе 385-го мсп 68-й мсд. В официальных СМИ 46-я отдельная мотострелковая бригада , с начала формирования и до передачи в состав Аэромобильных войск в 2006 году, именовалась как 1-я отдельная мотострелковая бригада (1-я омсбр)[19] , поскольку являлась первой бригадой в Истории ВС РК, сформированной на базе полка. 1-я омсбр являлась также первым формированием в ВС РК, в котором в 1997 году, в порядке эксперимента, вводилась контрактная служба для рядового и сержантского состава[21].
  - 2-я отдельная мотострелковая бригада (Астана) — создание формирования было начато в 1998 году в связи с Переносом столицы. Бригада формировалась на материально-технической базе бывшей 203-й мсд, а личный состав комплектовался из разных воинских частей. К 2003 году 2-я омсбр была передана в состав Аэромобильных войск и переформирована в 36-ю отдельную десантно-штурмовую бригаду[21].
- Силы ПВО (в подчинении Сухопутных войск)
  - 272-я зенитно-ракетная бригада (Аягуз);
  - 56-я радиотехническая бригада (Чимкент);
- Флаг Военно-Воздушных Сил Вооружённых Сил Республики КазахстанВВС

Флаг Военно-Воздушных Сил Вооружённых Сил Республики Казахстан

  - 11-я смешанная авиационная дивизия:
    - 129-й авиационный полк истребителей-бомбардировщиков (Талдыкорган);
    - 134-й авиационный полк истребителей-бомбардировщиков (Жангизтобе);
    - 149-й бомбардировочный авиационный полк (Николаевка);

  - 715-й истребительный авиационный полк (Луговая);
  - 39-й разведывательный авиационный полк (Балхаш);
  - 457-й смешанный самолётно-вертолётный полк (Алма-Ата);
  - 157-й вертолётный полк (Джамбул);
  - 486-й вертолётный полк (Учарал);
  - 218-я отдельная вертолётная эскадрилья (Алма-Ата);
  - 27-я отдельная вертолётная эскадрилья (Семипалатинск);
- Силы ПВО (в составе ВВС)
  - 356-й истребительный авиационный полк ПВО (Семипалатинск);
  - 87-я зенитно-ракетная бригада (Алма-Ата);
  - 770-й зенитно-ракетный полк (Георгиевка);
  - 374-й зенитно-ракетный полк (Серебрянск);
  - 769-й зенитно-ракетный полк (Ленинск);
  - 420-й зенитно-ракетный полк (Державинск).

Общая численность казахстанской армии в то время, без частей ВВ МВД и Комитета национальной безопасности, достигала 160—170 тыс.

### 1999—2002
- 1999
  - 7 мая — Министерство обороны и Генеральный штаб ВСРК передислоцируются в г. Астану.
  - 2 июля — Силы охраны государственной границы ВС РК реорганизованы в Пограничную службу Комитета национальной безопасности РК.
  - 13 октября — министром обороны назначен генерал-лейтенант С. Б. Токпакбаев.
- 2000
  - 10 февраля — утверждена вторая Военная доктрина РК.
  - 6 июля — указом президента РК «О структуре Вооружённых Сил Республики Казахстан» внесены изменения в структуру казахстанской армии — ВС РК вернулись к двухвидовой структуре (Силы общего назначения и Силы воздушной обороны). В составе Сил общего назначения выделены рода войск — Ракетные войска и артиллерия и войска ПВО. Созданы Мобильные силы , осуществлён переход к новой военно-территориальной структуре, созданы военные округа , приведены в соответствие состав и дислокация войск.
  - 7 августа — назначены командующими войсками Южного военного округа — генерал-майор А. Б. Джарбулов , Восточного военного округа — генерал-лейтенант Б. Е. Ертаев.
- 2001
  - февраль — указом президента РК разделены функции Министерства обороны и Генерального штаба. Согласно указу, начальнику ГШ подчинены все виды ВС и рода войск, а также военные округа, тогда как министр обороны выполняет в основном административно-политические функции.
  - 30 марта — генерал-майор М. К. Сихимов назначен командующим войсками Западного военного округа.
  - 12 октября — назначены: начальником Генерального штаба ВСРК — первым заместителем Министра обороны — М. М. Сапаров, командующим Мобильными силами — У. Б. Еламанов.
  - 8 декабря — назначен новый министр обороны генерал М. К. Алтынбаев.
  - 27 декабря — генерал-майор авиации К. К. Ахмадиев назначен командующим Силами воздушной обороны.

По оценкам Международного института стратегических исследований (2001 г.), на вооружении казахстанской армии находилось:
- 930 танков (280 — Т-62 и 650 — Т-72),
- 140 БРДМ-2 ,
- 506 БМП-1 и БМП-2 ,
- 84 БТР ,
- 505 буксируемых артиллерийских орудий (122- и 152-мм),
- 163 САУ (122- и 152-мм),
- 26 комбинированных орудий 2С9 ,
- 147 реактивных установок залпового огня,
- 145 120-мм миномётов,
- 68 100-мм противотанковых пушек МТ-12 ,
- 12 пусковых установок тактических ракет «земля-земля»[22].

В Силы общего назначения (48,4 тыс. чел.) входили 2 армейских корпуса, 2 дивизии (танковая и мотострелковая), 5 отдельных мотострелковых бригад и другие части. Силы воздушной обороны (СВО) к началу 2002 г перешли на схему управления через военно-воздушные базы (приравнены к авиадивизиям), крупнейшими из которых являются Луговая (Джамбулская область) и Сары-Арка (Карагандинская область). Численность личного состава СВО составляла 19 тыс. человек. На вооружении СВО находились 40 фронтовых истребителей МиГ-29, 14 штурмовиков Су-25, 25 фронтовых бомбардировщиков Су-24, 14 истребителей Су-27, 43 перехватчика МиГ-31 и 16 МиГ-25, 100 пусковых зенитных установок (вкл. С-300). ВС РК также располагали 18 военно-транспортными самолётами и 125 вертолётами (Ми-24, Ми-8, Ми-6, Ми-26).
- 2002
- 29 января — назначены: генерал-майор А. Б. Тасбулатов — заместителем министра обороны, генерал-майор У. Б. Еламанов — командующим войсками Южного военного округа, генерал-майор Н. А. Джуламанов — командующим войсками Восточного военного округа, генерал-майор С. А. Жасузаков — командующим Мобильными силами ВС РК.
- 21 февраля — на должность командующего войсками Центрального военного округа назначен генерал-майор В. А. Шацков.
- 7 мая — присвоено звание генерала армии М. К. Алтынбаеву.

#### 2003—2013
- 2003
  - март — в связи с началом войны в Ираке МО РК предприняло меры по обеспечению военной безопасности страны. Усилен радиолокационный контроль воздушного пространства, обеспечено прикрытие войск и объектов Западного стратегического направления, Астаны и других городов истребительной авиацией, зенитно-ракетными комплексами. Приведены в готовность силы и средства антитеррористической, противодиверсионной, радиационной и биологической защиты. Создана оперативная группа по координации усилий войск силовых ведомств республики
  - май — начат переход ВС РК на трёхвидовую основу , исходя из сфер их применения: Сухопутные войска, Силы воздушной обороны, Военно-морские силы. На основе Мобильных сил образован новый род войск — Аэромобильные войска. Создан отдельный род войск — Ракетные войска и артиллерия. Создан новый стратегический орган управления — Комитет начальников штабов. Его начальником назначен полковник Б. К. Дарбеков. Военные округа реорганизованы в региональные командования «Астана», «Восток», «Запад» и «Юг».
  - В сентябре 2003 года Распоряжением Президента РК назначен заместителем Министра обороны генерал-майор Б. К. Сембинов.
  - 30 сентября — командующим Региональным командованием «Восток» назначен генерал-майор Б. Б. Джанасаев.
- 2004
  - декабрь 2004 — апрель 2007 — на должность командующего войсками регионального командования «Восток» назначен генерал-майор С. А. Жасузаков.
- 2007
  - 10 января — министром обороны назначен Д. К. Ахметов.
  - апрель — генерал-майор С. А. Жасузаков назначен первым заместителем председателя Комитета начальников штабов ВС РК.
  - Указом Президента РК от 21 марта № 299 была утверждена новая Военная доктрина, которая представляет собой систему основополагающих взглядов на обеспечение военной безопасности государства, предотвращение войн и вооружённых конфликтов, развитие и применение Вооружённых Сил, других войск и воинских формирований.
- 2008
  - 6 ноября — Контр-адмирал Р. А. Комратов назначен Главнокомандующим Военно-морскими силами ВС РК, генерал-майор А. К. Ерниязов — командующим войсками РгК «Запад», генерал-майор А. Б. Джарбулов — командующим войсками РгК «Юг».
- 2009
  - 17 июня Д. К. Ахметов освобождён от должности министра обороны, обязанности временно исполняет генерал армии М. К. Алтынбаев[23].
  - 24 июня министром обороны назначен А. Р. Джаксыбеков[24].
- 2011
  - В июне в ходе первых учений ВМС Казахстана гидрографическим судном «Жайык» и патрульным катером «Шапшан» были отработаны навыки спасения на море, стрельбы из корабельной артиллерии по надводной цели[25].
  - Россия в рамках военно-технического сотрудничества с Казахстаном поставила 3 боевые машины поддержки танков (БМПТ) «Терминатор» и 12 машин БТР-82, 3 единицы тяжёлых огнемётов «Буратино»[26].
- 2012
  - Казахстан подписал письмо о намерении приобрести 20 вертолётов Eurocopter EC725[27].
  - Украина договорилась с Казахстаном о поставке для вооружённых сил 100 бронетранспортеров БТР-4 украинского производства на сумму около 150 миллионов долларов[28].
  - В феврале 2012 года республиканское государственное предприятие «Казспецэкспорт» подписало контракт с Airbus Military на закупку двух самолётов С-295М. Тогда же дополнительно был подписан меморандум о взаимопонимании на дальнейшую поставку ещё шести самолётов С-295М к концу 2018 года. Казахстан стал первым покупателем самолётов С-295М на территории бывшего СССР. Первые 2 самолёта будут поставлены 2013 г.[29].
  - Казахстанская компания Kazakhstan Engineering[англ.] совместно с европейской вертолётостроительной компанией Eurocopter займётся производством 45 вертолётов ЕС145[30].
- 2013
  - 15 января 2013 года Airbus Military на своём предприятии в Севилье (Испания) официально передала Силам воздушной обороны Казахстана оба построенных по контракту 2012 года военно-транспортных самолёта Airbus Military C-295M. Помимо впервые взлетевшего 29 октября 2012 года первого построенного для Казахстана самолёта С-295М (серийный номер 093, бортовой номер «01 красный»), был передан и второй самолёт (серийный номер 096, бортовой номер «02 красный»).
  - 30 апреля 2013 года в Уральске Западно-Казахстанской области состоялся спуск на воду ракетно-артиллерийского корабля «Орал» (бортовой номер «251»), построенного на "Уральском заводе «Зенит», который входит в состав АО "Национальная компания «Казахстан инжиниринг». Ракетно-артиллерийский корабль «Орал» представляет собой увеличенный вариант строящихся «Зенитом» с 2005 года для Пограничной службы Казахстана больших сторожевых катеров проекта 0300 (шифр «Барс»). Проект 0300 является местным обозначением проекта 22180, разработанного по казахстанскому заказу санкт-петербургским ОАО «Северное ПКБ».
  - В ноябре 2013, в ходе визита министра обороны Казахстана Адильбека Джаксыбекова в США, достигнута договорённость с руководством министерства обороны США о приобретение ударного БЛА General Atomics Predator XP.

### 2014—
- 2014
  - 7 мая 2014 года в Уральске Западно-Казахстанской области состоялся спуск на воду ракетно-артиллерийского корабля «Сарыарка» (бортовой номер «252»). Это большой сторожевой катер проекта 0300 (шифр «Барс»). Проект 0300 является казахстанским обозначением проекта 22180, разработанного по казахстанскому заказу Санкт-Петербургским ОАО «Северное ПКБ»[31].
  - В мае 2014 года «Казахстан Инжиниринг» подписал меморандум о взаимопонимании с компанией General Atomics. Меморандум сопровождался подписанием соглашения с General Atomics Systems Integration (оборонно-аэрокосмическим подразделением General Atomics) относительно предоставления одного БЛА Predator XP для проведения испытаний и оценки в Казахстане.
  - 11 июля 2014 года в Уральске (Казахстан) на АО "Уральский завод «Зенит» (входит в состав АО "НК «Казахстан инжиниринг») был осуществлён спуск на воду головного быстроходного сторожевого катера «Караганды» (бортовой номер «308») нового проекта 0210 (шифр «Айбар»), предназначенного для государственной пограничной службы Казахстана[32].
  - 31 июля 2014 года в Санкт-Петербурге на ОАО «Средне-Невский судостроительный завод» (входит в состав ОАО «ОСК») состоялась официальная церемония закладки рейдового тральщика проекта 10750Э (заводской номер 366) для военно-морских сил Казахстана. Контракт на строительство корабля был подписан летом 2013 года.
  - 22 октября 2014 года министром обороны назначен Имангали Тасмагамбетов[33].
  - 4 ноября 2014 года, что Казахстан направил в Федеральную службу по военно-техническому сотрудничеству России (ФСВТС) заявку на проектирование и строительство трёх малых ракетных кораблей (МРК) проекта 21632 (шифр «Торнадо») для ВМС Казахстана[34].
- 2015
  - Февраль 2015 года. Казахстан и Россия подписали соглашение о закупке 4 самолётов Су-30СМ, срок поставки — май 2015 года[35].
  - Август 2015 года. Казахстан получил пять дивизионов ЗРС С-300ПС, из наличия Министерства обороны Российской Федерации, в рамках построения общей системы ПВО России, Беларуси, Казахстана[36].
  - 25 декабря 2015 года созданы территориальные войска[37].

##### Сухопутные войска ВС РК

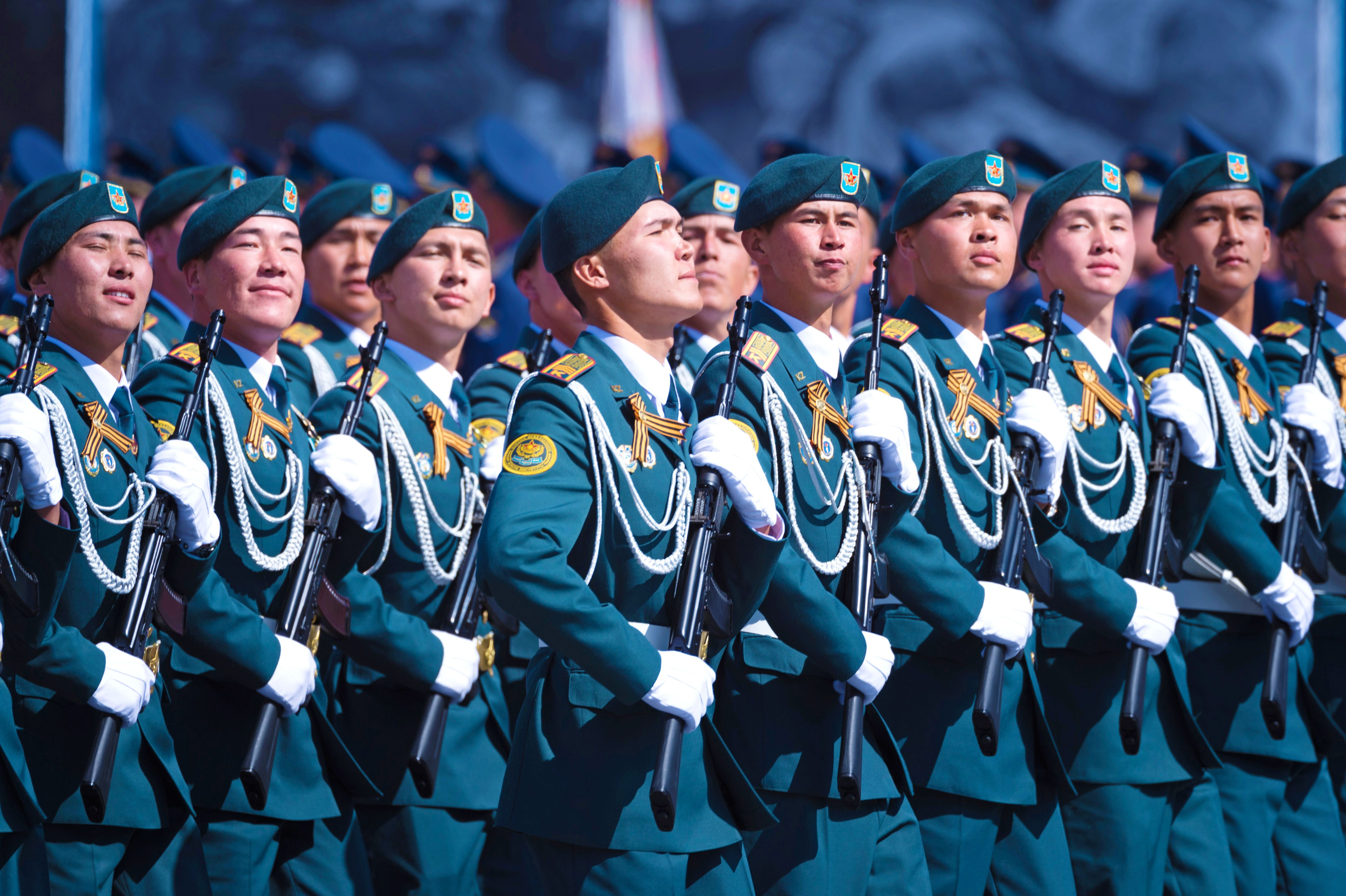
Курсанты Военного института сухопутных войск ВС РК на параде на Красной площади 9 мая 2015 года

Увеличено количество частей боевого обеспечения и закупка современных образцов вооружения и военной техники. Создано 10 баз материально-технического обеспечения и 9 разведывательных полков, имеющее в своём составе до 99 отдельных рот специального назначения.
На 3 млрд тенге закуплены современные средства РХБ защиты:
- Приборы радиационной разведки МКС-УМ.
- Комплекты обнаружения биологических веществ.
- Комплекты отбора проб КПО-1М.
- Дозиметры индивидуальные ДКГ-21М.
- Автодегазационные станции APC-14KZ.
- Средства защиты кожи фильтрующего типа.
- Расчетно-аналитическая станция PACT-2KZ.
- Комплекс санитарной обработки личного состава.
- Радиационный спектрометр скрытого ношения.
- Комплект портативных спектрометров.
- Базовый комплект специальной обработки.

##### Силы воздушной обороны ВС РК
Приобретены:
- 8 единиц вертолётов Ми-171Ш и Ми-35 (+52 единицы вертолётов Ми-171Ш, Ми-35 и Ми-17 до 2020 г.);
- 8 единиц Су-30СМ;
- 8 единиц военно-транспортных самолётов С-295.

Произведён капитальный ремонт:
- 30 фронтовых истребителей МиГ-29, МиГ-27;
- 32 истребителей Су-27.
- В рамках единой системы ПВО стран-участниц СНГ количество дивизионов вооружённых современным зенитно-ракетным комплексом С-300 ПС дополнительно увеличено до 12.

##### Военно-морские силы ВС РК
Введены в строй минный тральщик «Алатау», ракетно-артиллерийский корабль «Мангыстау» (+2 ед. до 2020 г.).

В настоящее время, Казахстанский сектор Каспийского моря надёжно охраняют корабли отечественного производства, такие как «Казахстан», «Мангыстау», «Сарыарка» и «Орал», совместно с подразделениями береговой охраны Пограничной службы Казахстана.

##### Развитие системы управления войсками (силами) и оружием
Сформировано новое подразделение — Центр военно-космических программ.
Оно позволяет отслеживать обстановку, обеспечивать управление всей военной организацией государства в реальном масштабе времени.
Благодаря реализованным мероприятиям военного сектора космической системы дистанционного зондирования Земли, Вооружённым Силам Казахстана стало возможным:
- планирования и проведения космических съёмок;
- обработка и получения космических снимков;
- распространения данных дистанционного зондирования Земли в интересах обеспечения обороны и безопасности Республики.

##### Оснащение вооружением и военной техникой
За 2014—2017 годы Вооружённые Силы получили 53 беспилотных летательных аппаратов российского, белорусского и израильского производства. Сформировано 10 подразделений беспилотных летательных аппаратов.

С 2015 года начато приобретение многоцелевых беспилотных летательных аппаратов «Wing Loong» китайского производства.
«По официальным данным, БПЛА „Wing Loong“ может брать на борт полезную нагрузку весом до 100 кг. Это могут быть контейнеры со специальным оборудованием или вооружение некоторых типов. Для подвески оружия беспилотник имеет два пилона с балочными держателями, расположенные под центропланом. Утверждается, что БПЛА может нести различное управляемое вооружение соответствующей массы».
В текущем году завершён цикл работ по принятию на вооружение данных аппаратов.

##### Военно-промышленный комплекс
Казахстанский военно-промышленный комплекс уже успешно реализовывает следующие проекты по производству:
- реактивных систем залпового огня;
- самоходных миномётов;
- боевых колёсных машин;
- боевого модуля 12,7-мм и 30-мм пушки 2А42;
- радиолокационных станций;
- автомобилей КамАЗ;
- боеприпасов к стрелковому оружию; высокоточных ракет;
- 125-мм артиллерийских снарядов;
- радиостанций тактического звена KB и УКВ диапазонов;
- оптических приборов;
- пошив шлемофонов и средств индивидуальной защиты;
- сервисное обслуживание авиационной техники и сборка БПЛА;
- по сборке двигателей к бронетанковой технике.

Полным ходом идёт работа завода по выпуску бронированных автомобилей — «Арлан», «Номад» и «Барыс». Аналогичные машины уже стоят на вооружении ряда других стран. Запуск завода стал очередным уверенным шагом Казахстана в направлении дифференциации потенциала своего оборонно-промышленного комплекса и повышения уровня военно-технической безопасности. Что касается непосредственно самой продукции совместного предприятия, то бронеавтомобиль является одним из лучших в своём классе, имеет очень хорошие характеристики и по таким параметрам как противоминная защита превосходит все существующие аналоги.
Выпуск подобной техники является новым этапом в процессе формирования независимого казахстанского оборонно-промышленного комплекса с учётом современных тенденций развития вооружений в мире.
Планируемая производственная мощность завода, на которую предприятие выйдет к 2018 году, составляет 120 единиц в год, однако при необходимости её можно нарастить до 300 единиц в год.

## Руководство ВС РК
Верховным Главнокомандующим ВС РК является президент страны, который осуществляет общее руководство строительством, подготовкой и применением военной организации, обеспечением военной безопасности государства.
Парламент РК принимает законы по вопросам военной безопасности и обороны государства, решает вопросы войны и мира, принимает решение об использовании Вооружённых Сил для выполнения международных обязательств по поддержанию мира и безопасности, ратифицирует и денонсирует международные договоры по вопросам обороны и военного сотрудничества.
Правительство РК организует оснащение Вооружённых Сил вооружением, военной и специальной техникой, их финансовое и материальное обеспечение, оперативное оборудование территории страны в интересах обороны, гражданскую и территориальную оборону, определяет перечень стратегических объектов, подлежащих физической защите, штатную численность Вооружённых Сил, порядок предоставления и использования для нужд обороны всех природных ресурсов.
Министерство обороны РК через Генеральный штаб ВС осуществляет централизованное руководство Вооружёнными Силами в мирное время, решает задачи, связанные с обеспечением военной безопасности и обороны страны, координирует разработку основных направлений военной реформы, программ развития Вооружённых Сил, определяет их структуру и штатную численность, проводит единую военно-техническую политику в государстве, осуществляет международное военное сотрудничество.
Генеральный штаб ВС РК разрабатывает основные направления военной реформы, планы строительства и развития Вооружённых Сил, их оперативной, боевой и мобилизационной подготовки, организует и осуществляет планирование применения Вооружённых Сил, разрабатывает план оперативного оборудования территории страны в интересах обороны.
Аналогичным образом осуществляется руководство другими войсками и воинскими формированиями, предназначенными для выполнения задач военными методами, — к ним относятся Служба государственной охраны, Национальная гвардия МВД РК, Пограничная служба КНБ РК и органы управления Гражданской обороны КЧС МВД РК.

## Структура и численность

Зоны ответственности Региональных военных командований (РгК) ВС РК
РгК «Астана»
РгК «Юг»
РгК «Восток»
РгК «Запад»

Общая численность Вооружённых сил Казахстана и численность по её видам, приводимая в некоторых открытых казахстанских источниках, отличается от оценок издания The Military Balance, данных ЦРУ и БРЭ
| источник                               | Сухопутные войска | Силы воздушной обороны | Военно-морские силы | Аппарат Министерства обороны | Всего в Вооружённых силах |
| -------------------------------------- | ----------------- | ---------------------- | ------------------- | ---------------------------- | ------------------------- |
| The Military Balance (на 2024)         | 20 000            | 12 000                 | 3 000               | 4 000                        | 39 000                    |
| ЦРУ (на 2023)                          | 25 000            | 12 000                 | 3 000               |                              | 40 000                    |
| БРЭ (2021 год)                         | 20 000            | 12 000                 | 3 000               |                              | 39 000                    |
| казахстанские источники (на 2018—2020) | 47 000            | 19 000                 | 3 000               | —                            | 74 000 70 000 (на 2022)   |

The Military Balance приводит одинаковые данные по численности ВС РК и их видов в период с 2013 по 2022 годы. Среди 166 стран, указанных в издании, Казахстан занимает 70-е место по численности регулярных войск.
В 2019 году ЦРУ оценивали численность ВС РК в 45 000 человек, а в 2022 году снизили оценку до 40 000 человек.
В случае объявления мобилизации (военного положения), в состав Вооружённых сил Республики Казахстан также включаются военные формирования следующих силовых ведомств:
- от МВД РК — Национальная гвардия — около 20 тысяч[39] — около 35 000[7];
- от КНБ РК — Пограничная служба — около 9 тысяч[39];
- от Аппарата Президента Казахстана — Служба государственной охраны — 2,5 тысячи[39];
- от МЧС РК — войска гражданской обороны.

Министр обороны Казахстана Нурлан Ермекбаев заявлял, что на 2021 год численность Вооружённых сил Казахстана составляет порядка 70 тысяч человек, причём «доля контрактников вместе с офицерами составляет более 60 процентов, доля военнослужащих срочной службы составляет чуть меньше 20 процентов. И порядка 12 процентов составляют гражданские служащие».
Советник министра обороны Казахстана, генерал-майор запаса Адылбек Алдабергенов заявлял, что на 2021 год численность Вооружённых сил Казахстана составляет более 70 тысяч человек, целевым соотношением является 70 % военнослужащих по контракту и 30 % военнослужащих срочной службы. При этом одновременно на срочной службе во всех силовых ведомствах страны, с учётом Национальной гвардии, Службы государственной охраны, Пограничной службы и Министерства по чрезвычайным ситуациям — состоит примерно 35 тысяч человек.
Министерство обороны, управления Сухопутных войск, Сил воздушной обороны и Военно-морских сил находятся в Астане, Десантно-штурмовых войск — в Алматы.
В период с 2000 по 2003 год был полностью осуществлён переход ВС РК на бригадную структуру войск.

## Сухопутные войска

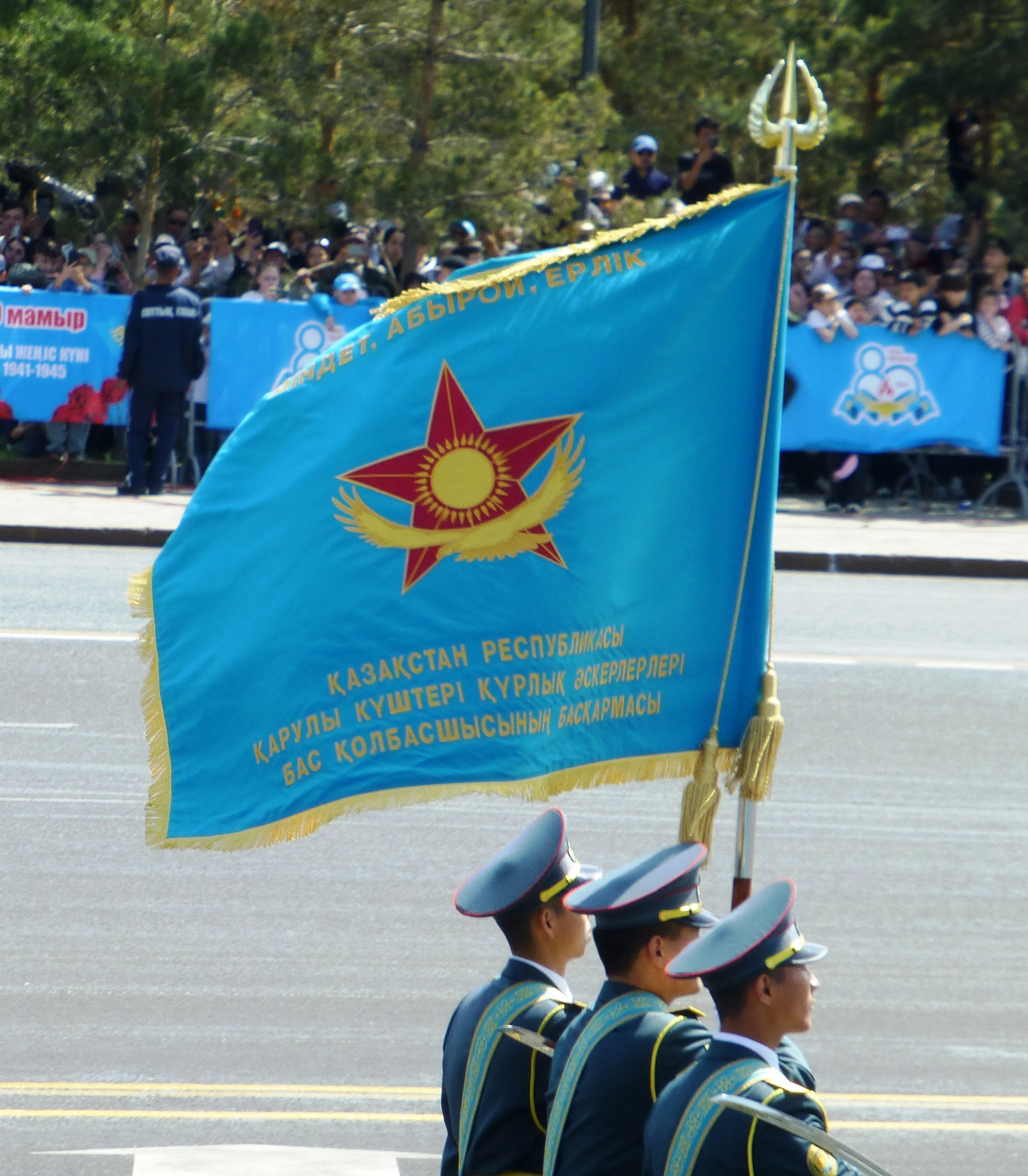
Боевое знамя Главнокомандования Сухопутных войск Вооружённых сил Республики Казахстан. Астана. 7 мая 2025 года

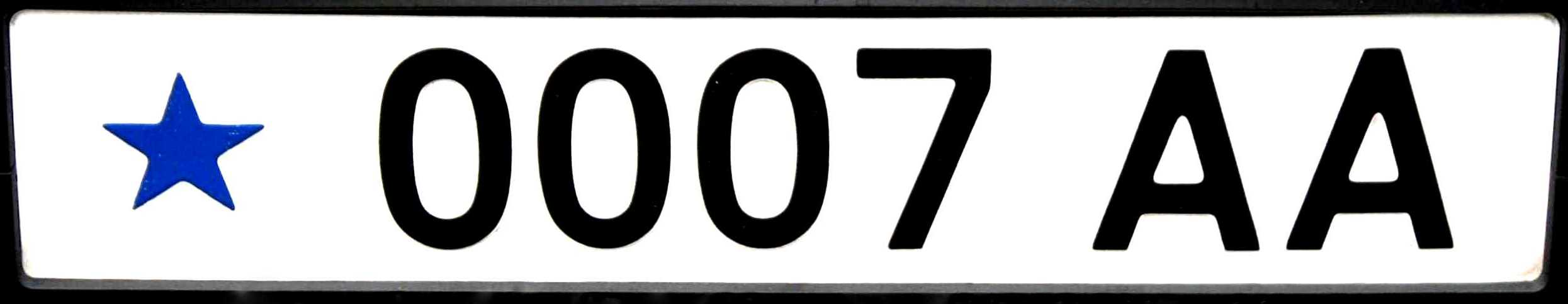
Номерной знак автомобиля Министерства Обороны Казахстана (с синей звездой)

В 2001 году в Казахстане были созданы четыре военных округа, которые в 2003 году были преобразованы в региональные командования (РгК) — «Астана», «Восток», «Запад» и «Юг». Основные силы сосредоточены в регионах, где имеется потенциальная внешняя военная угроза — на востоке и юге.

21 апреля 2009 года на основании директивы Министра обороны Республики Казахстан Ракетные войска и Артиллерия (РВиА) вошли в состав, вновь созданных, Сухопутных войск Вооружённых Сил Республики Казахстан. Как отдельный род войск РВиА более не существуют и все воинские части, находившиеся прежде в их составе, подчиняются региональным командованиям (РгК).
Главнокомандующий Сухопутными войсками — генерал майор Кучекбаев Мереке Матимович
Первый заместитель главнокомандующего, Начальник главного штаба Сухопутных войск — генерал майор Уштаев Куанышбек Ускенбаевич
Заместитель главнокомандующего, Начальник управления боевой подготовки Сухопутных войск — генерал майор Куренкеев Бауржан Омирзакович
Заместитель главнокомандующего, Начальник управления воспитательной и идеологической работы Сухопутных войск — полковник Акишев Арынгали
Заместитель главнокомандующего, Начальник управления материально-технического обеспечения Сухопутных войск — генерал майор Аширов Александр Каримович

#### Региональное командование «Астана»

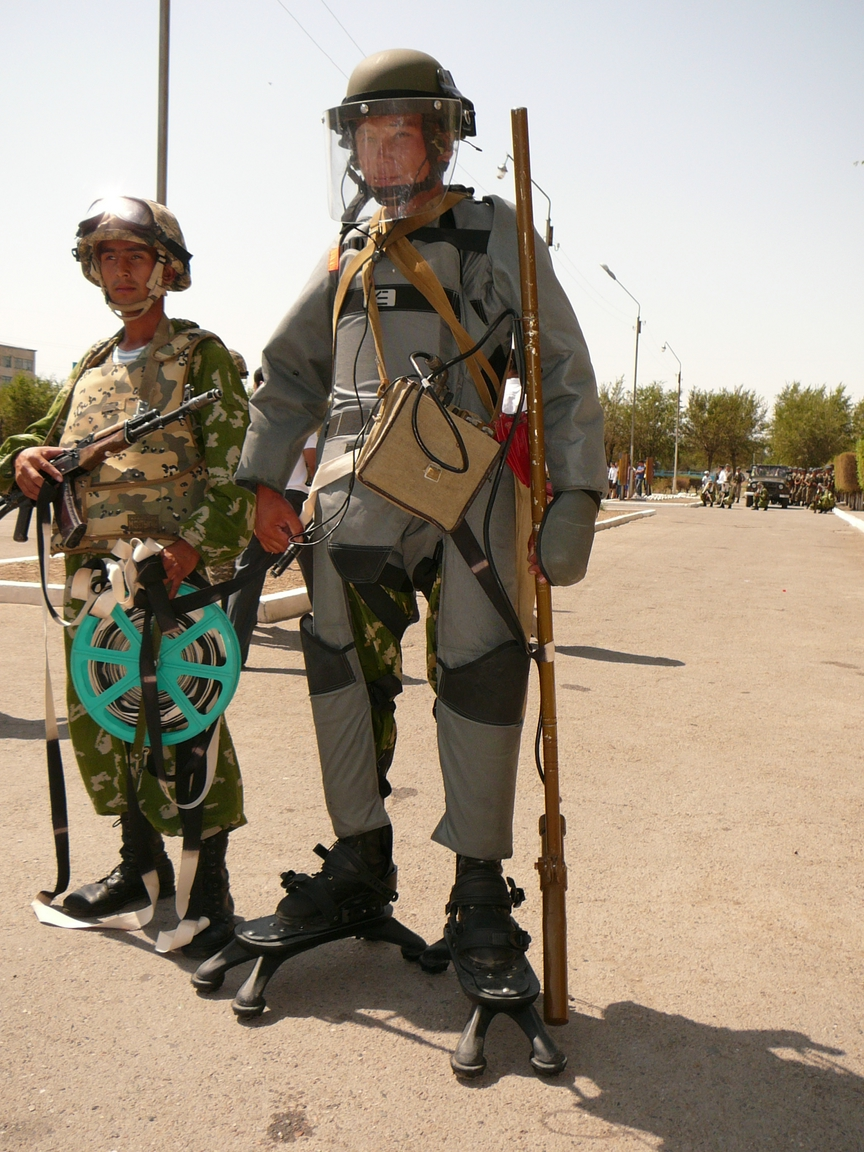
Бойцы инженерно-сапёрного подразделения

Региональное командование «Астана» (штаб командования — г. Караганда) — в административных границах Акмолинской, Карагандинской, Костанайской и Северо-Казахстанской областей.
Региональное командование «Астана» — резерв ставки Верховного Главнокомандующего ВС РК, командующий войсками РгК — полковник  Гусейнов Махсут
В состав РгК «Астана» входят:
- 7-я отдельная механизированная бригада (7-я омехбр или в/ч 31775) — Караганда
- разведывательный полк специального назначения (в/ч 22750) — Астана
- 401-я пушечная артиллерийская бригада (401-я пабр или в/ч 06708) — Приозёрск (передислоцирована из н.п.Унгуртас Алматинской области)
- 402-я реактивная артиллерийская бригада (402-я реабр) — Приозёрск
- 403-я противотанковая артиллерийская бригада (403-я птабр или в/ч 70417) — Приозёрск
- Учебный центр боевой подготовки и боевого применения младших специалистов резерва (в/ч 36352) — Спасск
- Учебный центр Ракетных войск и Артиллерии (в/ч 14805) — Приозёрск

#### Региональное командование «Восток»

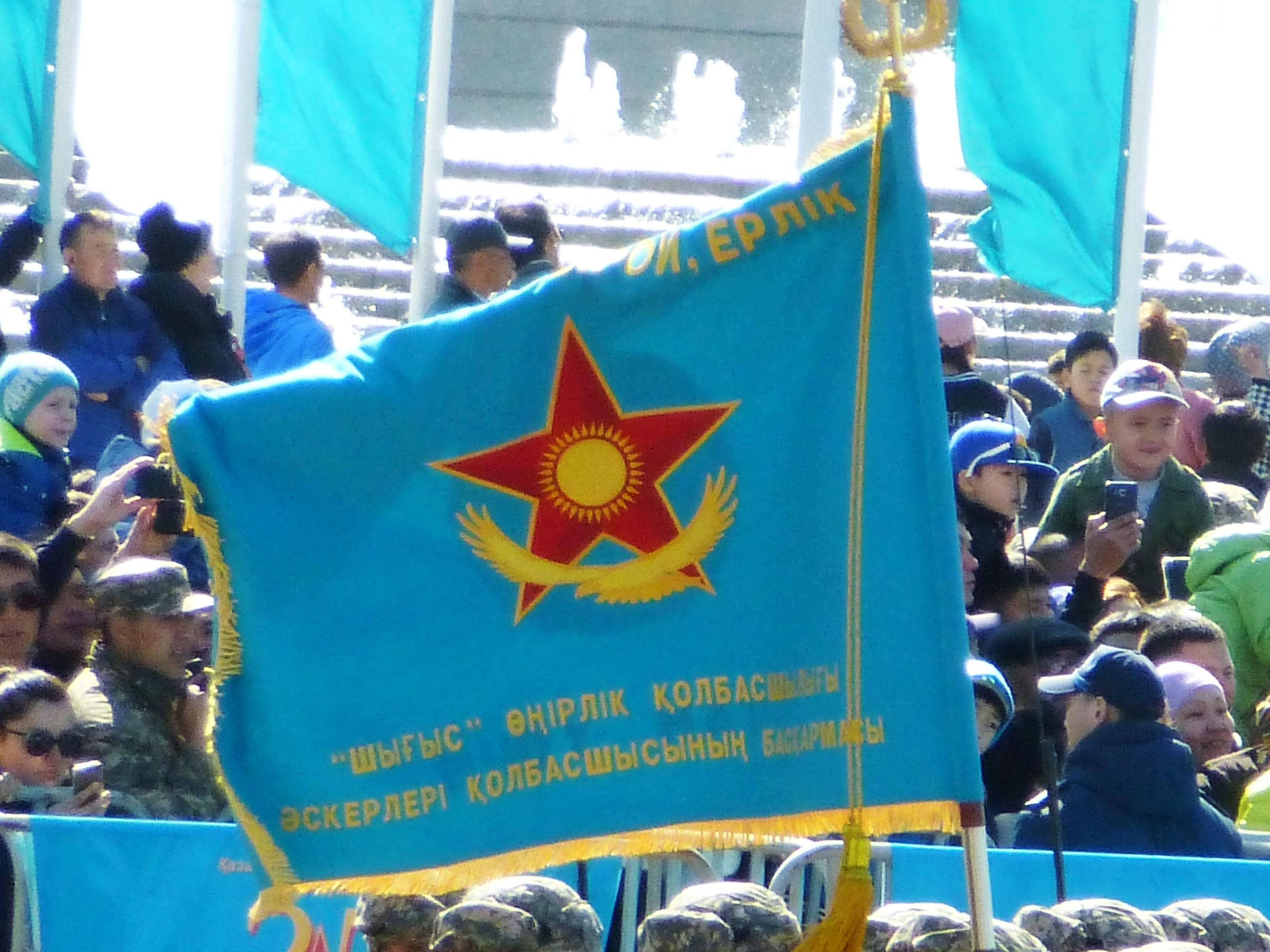
Боевое знамя
Регионального командования «Восток».
Астана. 7 мая 2017 года

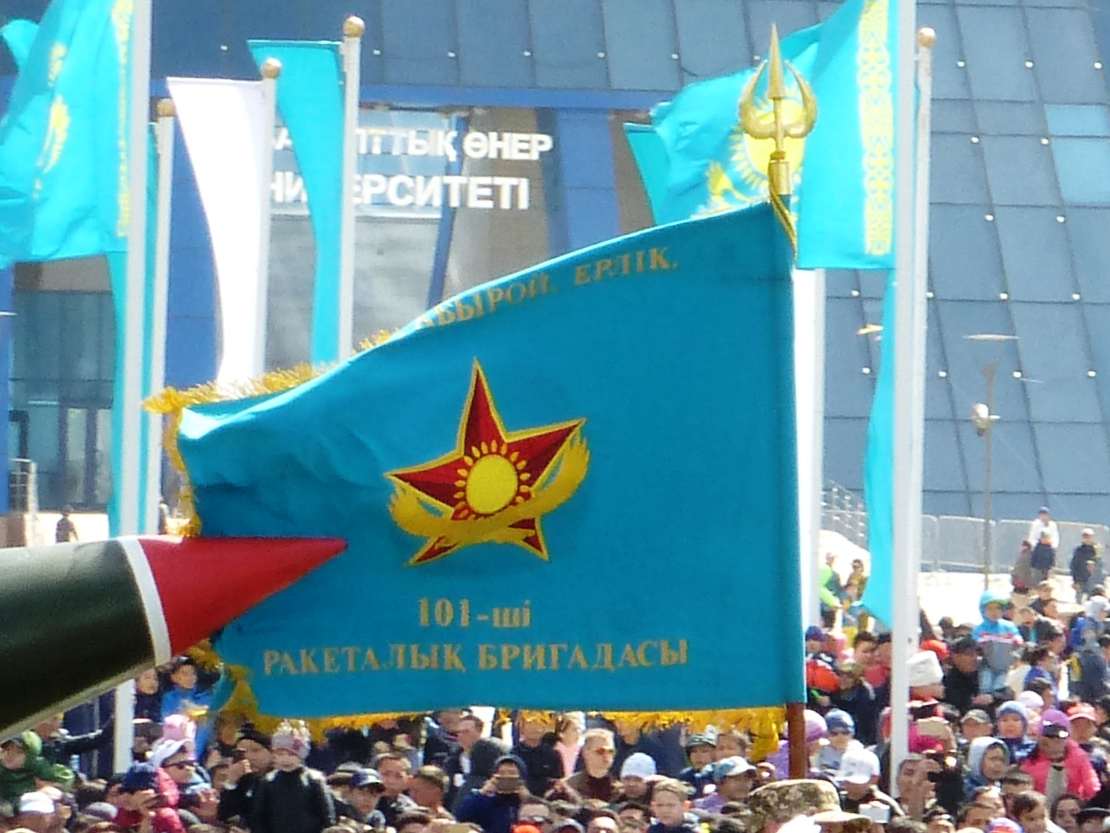
Боевое знамя 101-й ракетной бригады.
Астана. 7 мая 2017 года.

Региональное командование «Восток» (штаб командования — г. Семей) — в административных границах Восточно-Казахстанской, Абайской и Павлодарской областей (Семейский, Усть-Каменогорский, Георгиевский, Аягозский и Ушаральский гарнизоны).
Командующий войсками РгК — генерал майор Маралов Женис Мухамедкалиевич (с ноября 2023 года)
В состав РгК «Восток» входят:
- 3-я отдельная гвардейская механизированная бригада (3-я огмехбр или в/ч 40398) — Ушарал;
- 4-я отдельная механизированная бригада (4-я омехбр или в/ч 27943) — Усть-Каменогорск;
- 8-я отдельная механизированная бригада (в/ч 30217) — Семей[47][48];
- 11-я танковая бригада (11-я отбр или в/ч 10810) — Аягоз;
- 34-я артиллерийская бригада (34-я абр или в/ч 10181) — Аягоз;
- 101-я ракетная бригада (101-я рбр или в/ч 36803) — Семей;
- 102-я реактивная артиллерийская бригада (102-я реабр или в/ч 16752) — Семей;
- 103-я пушечная артиллерийская бригада (103-я пабр или в/ч 28738) — Семей;
- отдельный разведывательный полк (в/ч 44736) — Семей;
- отдельная бригада связи (в/ч 44793) — Семей.

#### Региональное командование «Запад»

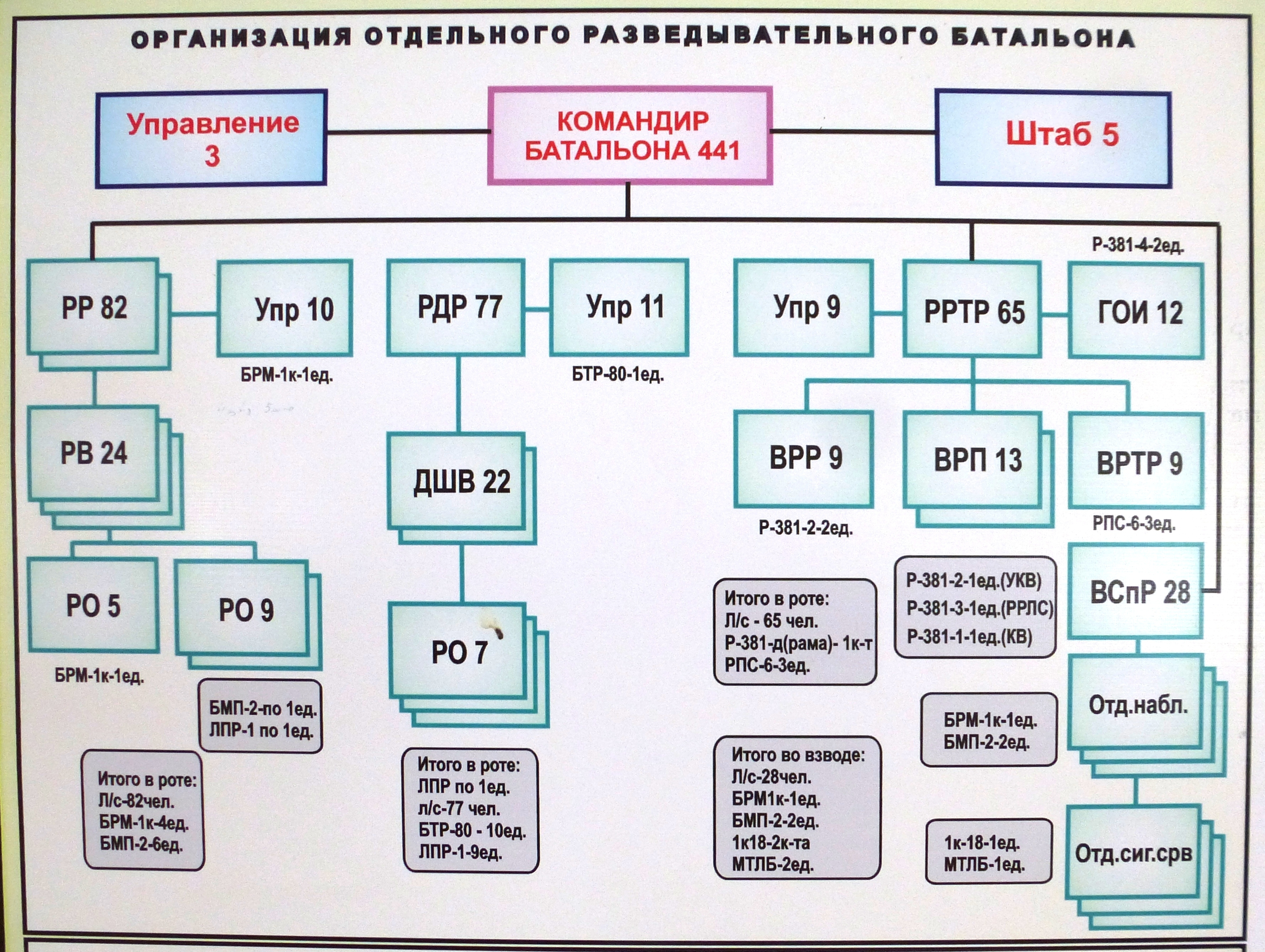
Организационно-штатная структура отдельного разведывательного батальона Вооружённых Сил Республики Казахстан

Региональное командование «Запад» (штаб командования — г. Атырау) — в административных границах Западно-Казахстанской, Актюбинской, Атырауской и Мангыстауской областей. Основная задача — обеспечение неприкосновенности государственной границы, территориальной целостности, суверенитета и экономических интересов Республики Казахстан в казахстанском секторе Каспийского моря.
Командующий войсками РгК — генерал-майор Артыков Бауыржан Шубаевич (с 05 февраля 2024)
В состав РгК «Запад» входят:
- 100-я артиллерийская бригада (100-я абр или в/ч 30238) — Актобе. Текущий тип формирования неясен. Из открытых источников известно что воинская часть состоит из артиллерийского дивизиона (или полка) и мотострелкового батальона (или полка)[49][50];
- 390-я отдельная гвардейская бригада морской пехоты (390-я огбрмп или в/ч 25744) — Актау (передислоцирована в 2009-м из Атырау);
- отдельный разведывательный полк (в/ч 41433) — Атырау;
- отдельный мотострелковый полк (в/ч 99116) — н.п. Бейнеу Мангыстауской области[51].
- отдельный батальон связи (в/ч 21642) — Атырау
- военная база (в/ч 30029) — г. Жем, Актюбинская область

#### Региональное командование «Юг»

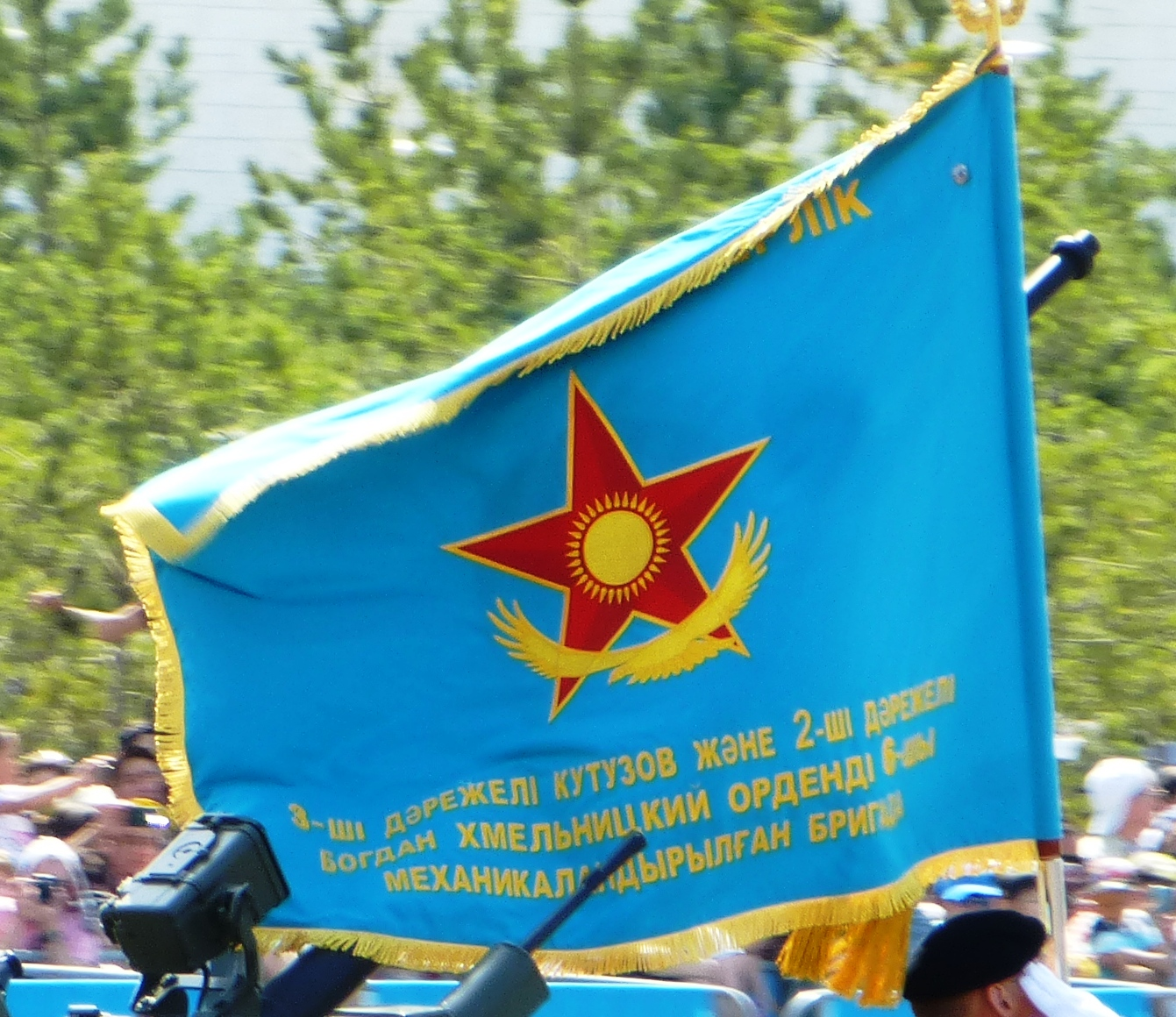
Боевое Знамя
6-й механизированной бригады РгК «Юг»

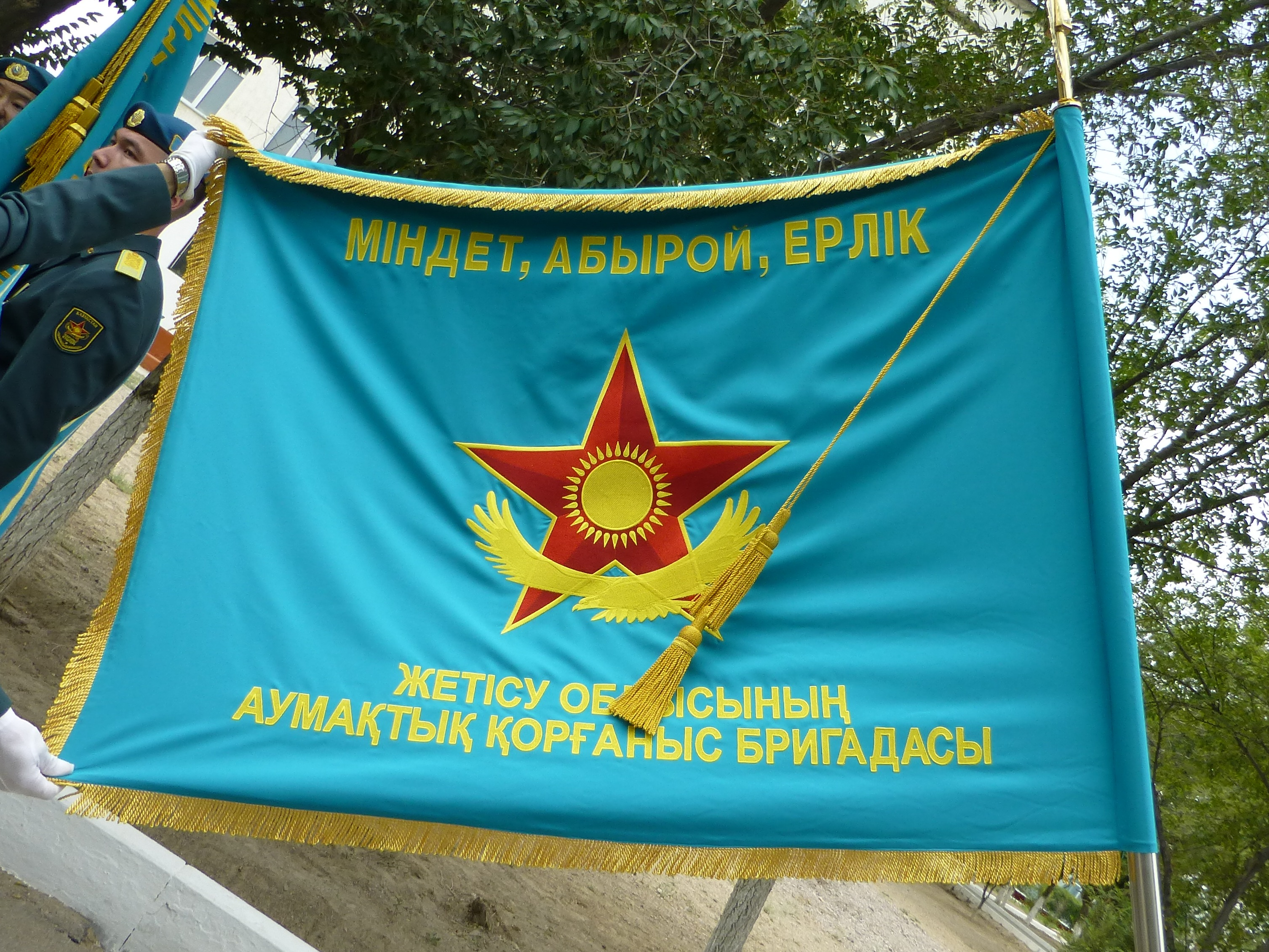
Боевое знамя Бригады территориальной обороны области Жетысу. Бригада является резервным формированием РгК «Юг»

Региональное командование «Юг» (штаб командования — г. Тараз) — в административных границах Алматинской (за исключением гарнизона г.Ушарал, который подчиняется РгК «Восток»), Жетысуской, Жамбылской, Туркестанской и Кызылординской областей. Основная задача — обеспечение безопасности на юго-восточных рубежах страны.
Командующий войсками РгК — генерал-майор Ибраев Ержан Вакасович
В состав РгК «Юг» входят (дополнительно указаны отдельные воинские части, входящие в состав соединений):
- 5-я механизированная бригада (5-я мехбр или в/ч 85395) — Тараз
- 6-я механизированная бригада (6-я мехбр или в/ч 35748) — Шымкент
- 51-й отдельный конный горно-егерский полк (в/ч 91678) — пос. Бауыржан Момышулы
- отдельный мотострелковый батальон (в/ч 74261, г. Жаркент);
- 10-я механизированная бригада (бывшая 43-я танковая бригада — в/ч 12740, г. Сарыозек);
- 44-я артиллерийская бригада (в/ч 29108, г. Сарыозек);
- 40-я военная база (она же — Учебный центр Сухопутных войск имени Карасай батыра (УЦ СВ или в/ч 30212)) — пгт Гвардейский
  - 12-я танковая бригада (12-я тбр или в/ч 21450);
  - 54-я гвардейская артиллерийская бригада (54-я гв.абр или в/ч 82796);
  - инженерно-сапёрный полк (в/ч 75263).
- 221-я отдельная бригада связи (221-я обрс или в/ч 28903) — Тараз
- 232-я инженерно-сапёрная бригада (232-я исбр или в/ч 58012) — Конаев

### Десантно-штурмовые войска

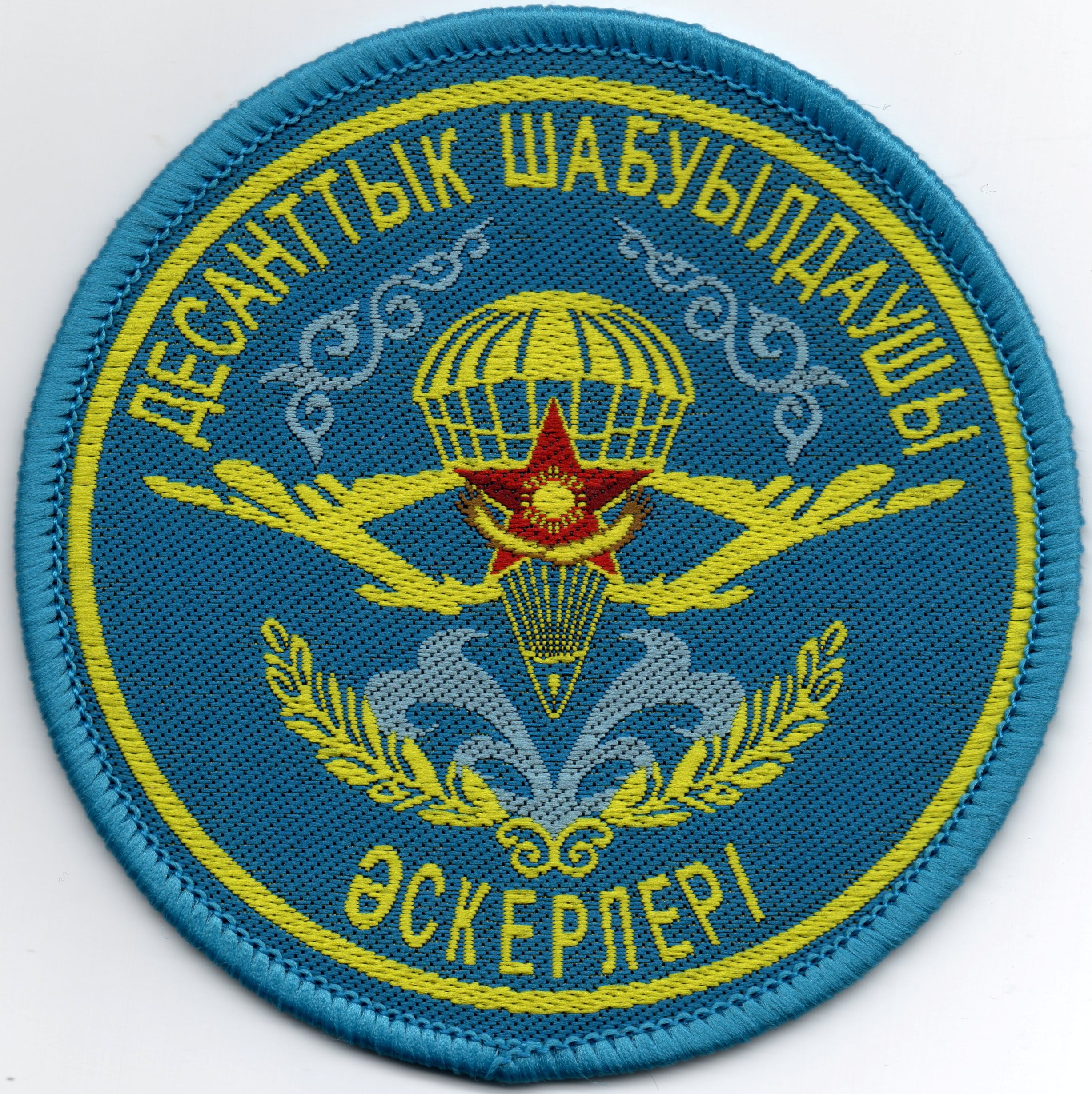
Нарукавный знак Десантно-штурмовых Войск ВС РК

Десантно-штурмовые войска — до 29 декабря 2022 года, род войск, входивший в состав Сухопутных войск. Рассматриваются как резерв Верховного главнокомандующего, предназначающийся для оперативного реагирования на кризисные ситуации при резких изменениях военно-политической обстановки и усиления войсковых группировок. Сформированы в 2000 году как Мобильные силы РК на базе 35-й гвардейской отдельной десантно-штурмовой бригады. В 2003 году Мобильные силы переформированы в Аэромобильные войска. В 2015 году указом Верховного главнокомандующего ВС РК Президентом Н. А. Назарбаевым Аэромобильные войска переименованно в Десантно-штурмовые войска.
29 декабря 2022 года Десантно-штурмовые войска были выведены из состава Сухопутных войск и обрели статус самостоятельного рода войск.
Командующий — генерал майор Джумакеев Алмаз Дженишевич
Состав десантно-штурмовых войск (ДШВ):
- Управление командующего Десантно-штурмовыми войсками — г. Алма-Ата;
- 35-я гвардейская десантно-штурмовая бригада — г. Конаев;
- 37-я десантно-штурмовая бригада — г. Талдыкорган;
- 38-я десантно-штурмовая бригада — (г. Алматы)
- 472-й отдельный полк связи (в/ч 16194) — посёлок Боралдай, Илийский район Алматинской области;
- 65-й разведывательный полк (в/ч 48386) — г. Талдыкорган;
- 57-й отдельный полк материально-технического обеспечения (в/ч 12881) — г. Алматы
- отдельная ремонтно-восстановительная база (в/ч 68602) — г. Алматы
- отдельный штабной батальон (в/ч 44013) — г. Алматы
- отдельный батальон РХБЗ (в/ч 26363) — г. Конаев

## Силы воздушной обороны

Опознавательный знак СВО ВС РК.

Силы воздушной обороны выполняют задачи по обеспечению защиты воздушного пространства Республики Казахстан, противовоздушной обороне государственных, административных и военных объектов, авиационной поддержке других видов и родов ВС РК.
В структуру Сил воздушной обороны ВС РК входят:
- Военно-воздушные силы;
- Войска противовоздушной обороны;
- Части непосредственного подчинения;
- Центр парашютной подготовки;
- Органы управления воздушным движением;

Состав Сил воздушной обороны:
- 600-я гвардейская авиационная база (п. Жетыген, Алматинская область)
- 602-я авиационная база (г. Шымкент)
- 604-я авиационная база (г. Талдыкорган)
- 605-я авиационная база (г. Актау)
- 607-я авиационная база (г. Учарал, Жетысуская область)
- 609-я авиационная база (г. Балхаш, Карагандинская область)
- 610-я авиационная база (г. Караганда)
- 612-я авиационная база (г. Тараз)
- 218-я отдельная транспортная авиационная эскадрилия (г. Алматы)
- 620-й отдельный авиационный полк (г. Астана)

Состав Противовоздушной обороны:
- 300-я бригада ПВО (г. Алматы)
- 501-я бригада ПВО (г. Караганда)
- 502-я бригада ПВО (г. Астана)
- 503-я бригада ПВО (г. Актау)
- 56-я радиотехническая бригада (г. Шымкент)

Также сюда входят:
- Военный институт Сил Воздушной Обороны (г. Актобе)
- Военный инженерный институт радиоэлектроники и связи (г. Алматы)

## Военно-морские силы

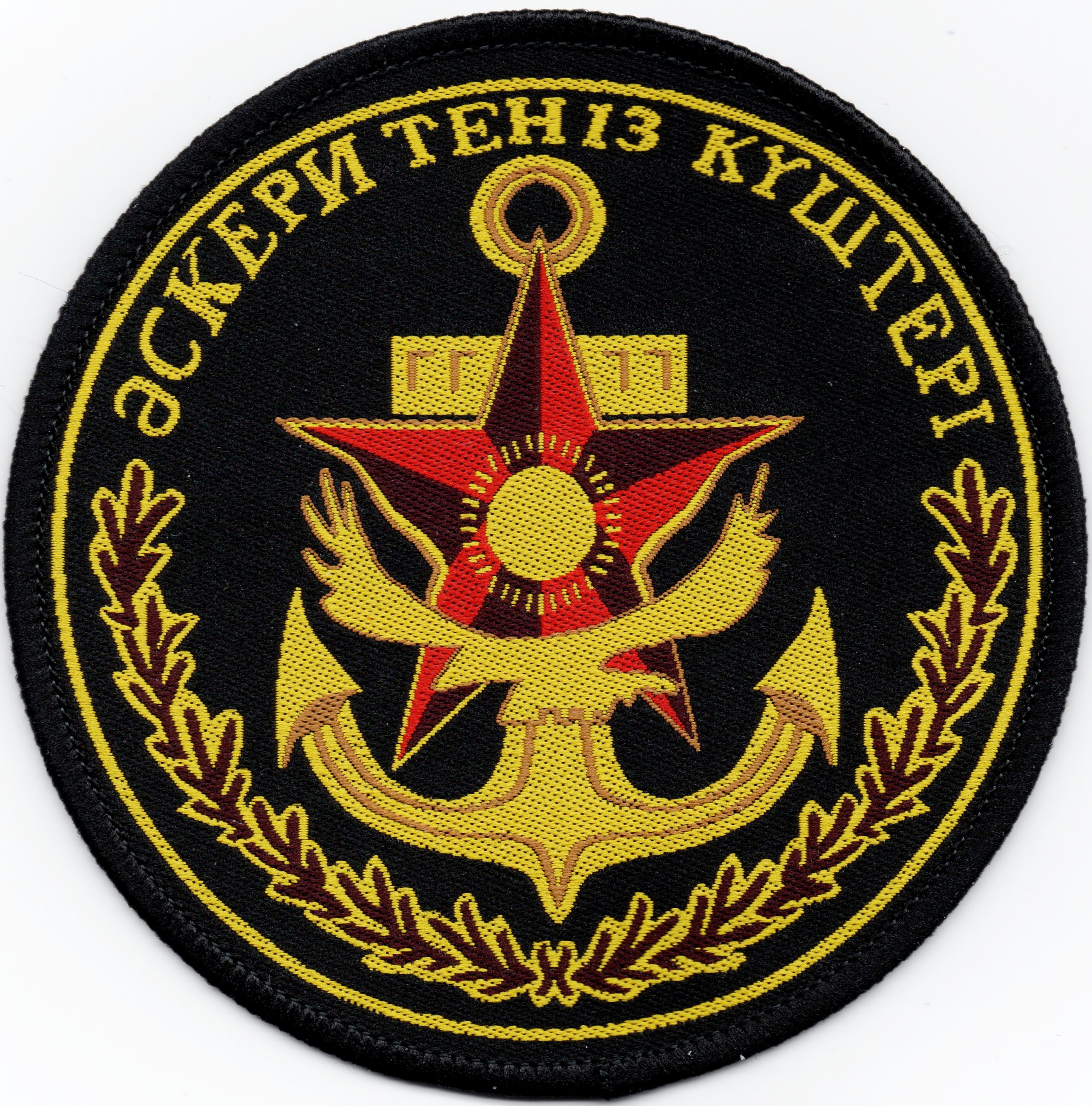
Нарукавный знак ВМС ВС РК.

Основные задачи Военно-морских сил ВС РК:
- Защита неприкосновенности государственной границы, территориальной целостности, суверенитета и экономических интересов Республики Казахстан в казахстанском секторе Каспийского моря.
- Охрана и оборона водных районов, портовых зон, морских нефтегазодобывающих платформ и искусственных островов.
- Поддержка действий сухопутных войск с моря, обеспечение морского десантирования, морских перевозок, противоминная борьба.
- Морская разведка, радиолокационное наблюдение в море в интересах ПВО страны.
- Совместные действия с ВМС прикаспийских государств в соответствии с международными договорами.
- Навигационно-гидрографическое обеспечение безопасности мореплавания.

## Силы специальных операций

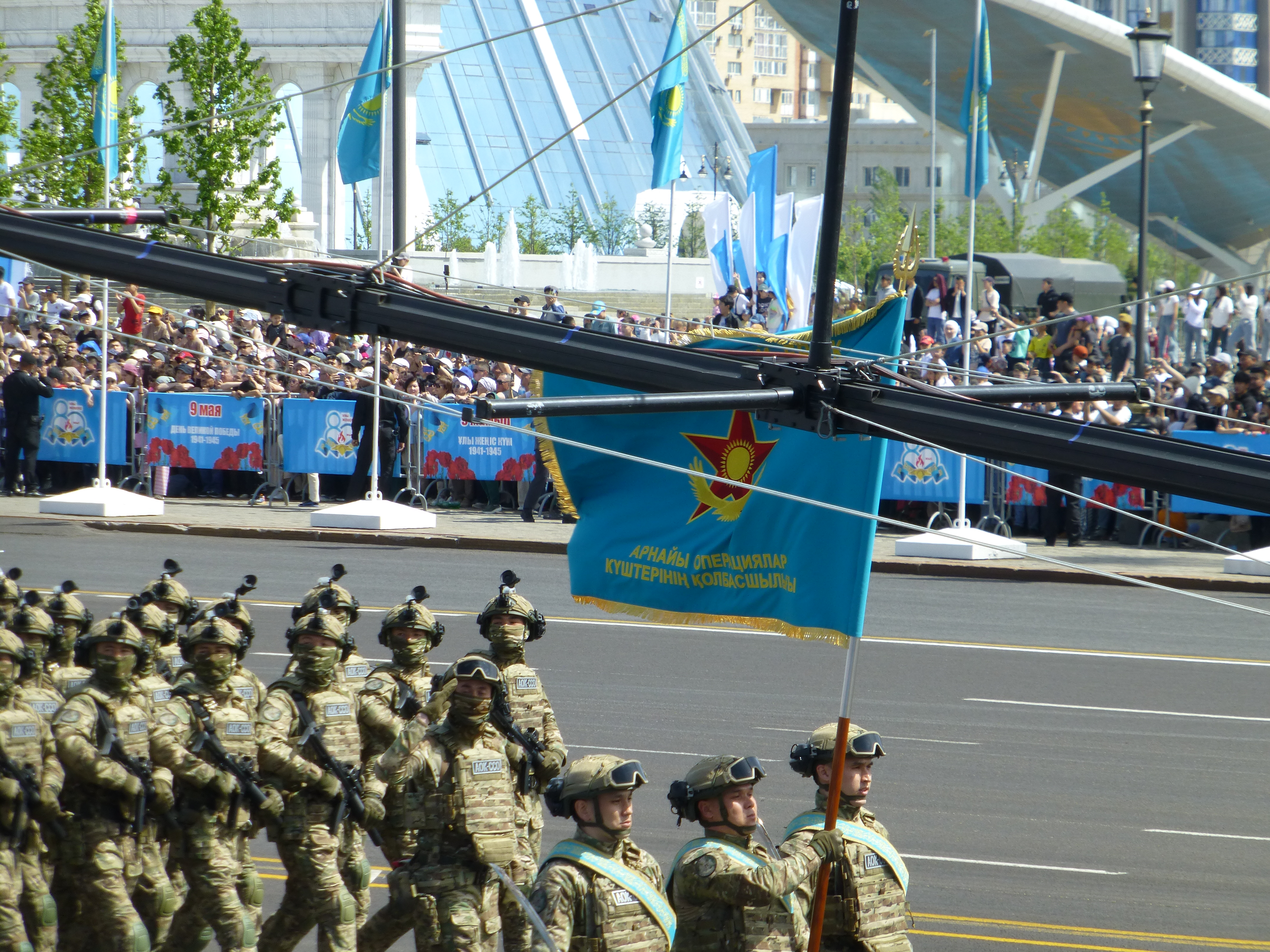
Боевое знамя Командования Сил специальных операций Вооружённых сил Республики Казахстан. Астана. 7 мая 2025 года

Указом Президента страны Касым-Жомарта Токаева от 19 января 2022 года было создано командование Сил специальных операций, которое вошло в структуру Вооружённых сил РК.

## Военная полиция в Казахстане

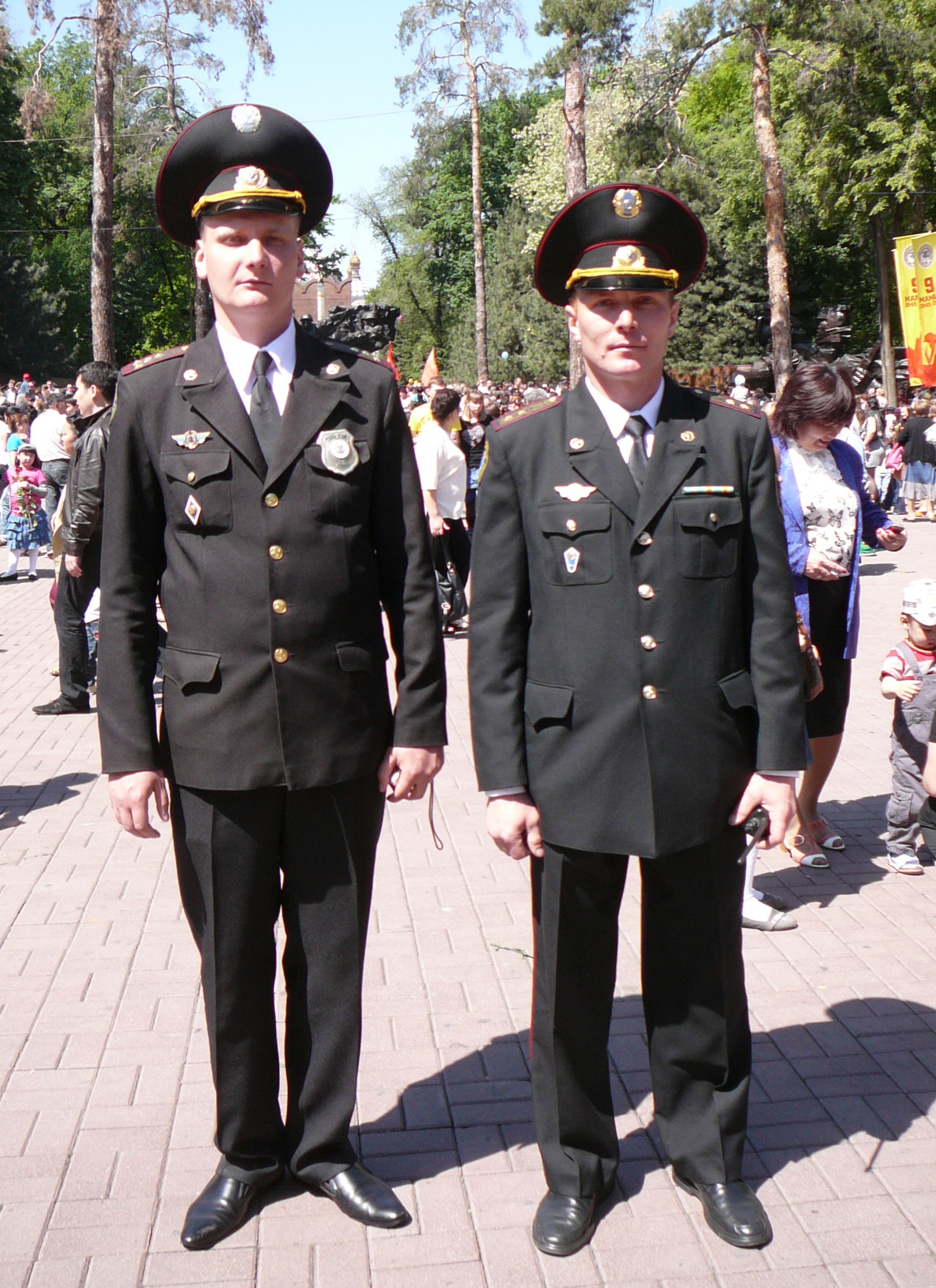
Офицеры военной полиции Казахстана.
Парадно-повседневная форма чёрного цвета

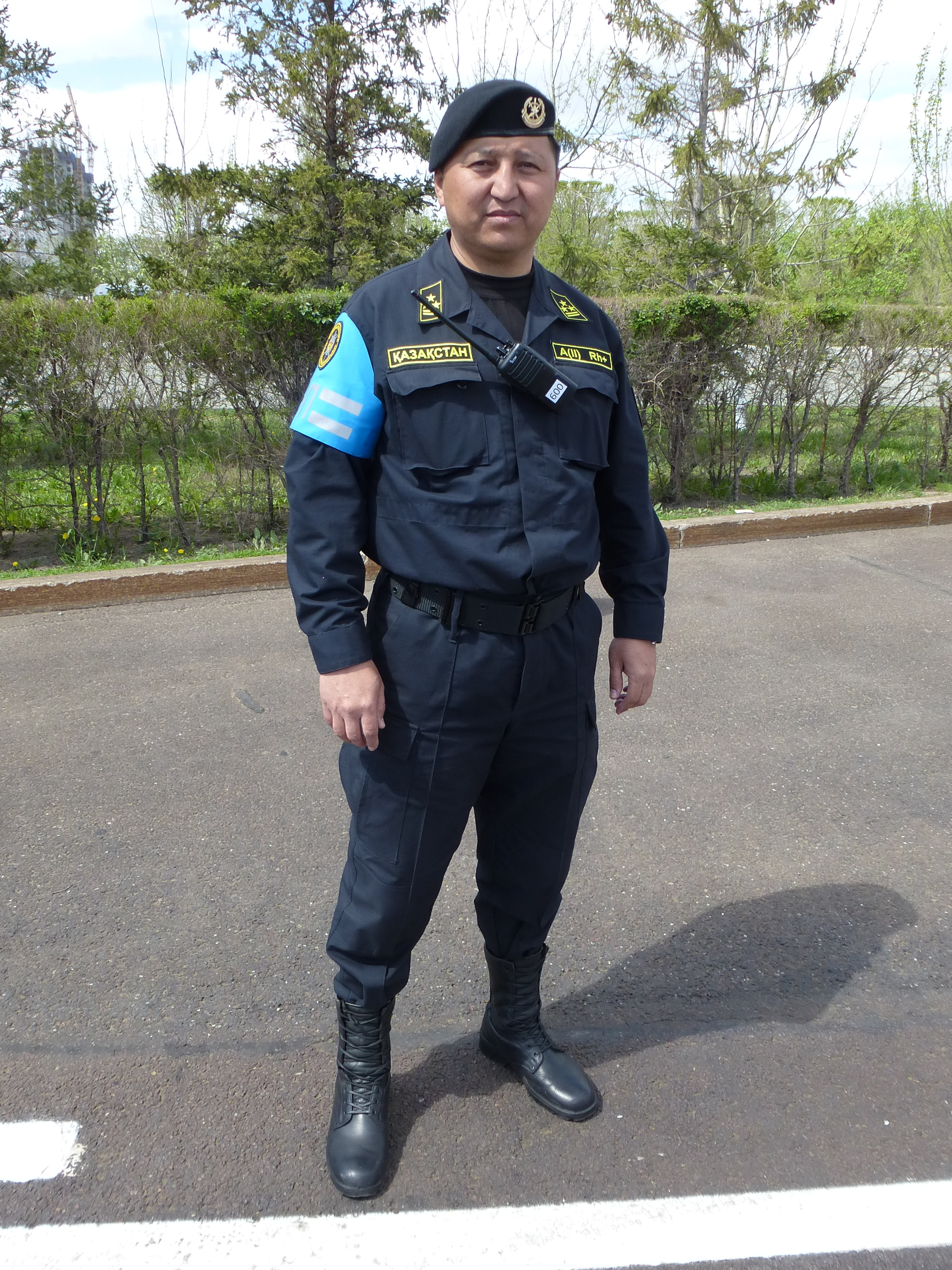
Офицер военной полиции Казахстана в полевой форме.
Звание на петлицах — полковник

Создана в соответствии с Указом Президента Республики Казахстан от 22 апреля 1997 года № 3465 «О мерах по дальнейшему реформированию системы правоохранительных органов Республики Казахстан».

В Министерстве обороны и в Министерстве внутренних дел была раздельно образована военная полиция соответственно в армейских частях и во внутренних войсках, для обеспечения правопорядка, а также осуществления дознания по воинским преступлениям.
По аналогии, в тех же указанных целях приказом Председателя КНБ РК в 1999-м году образована военная полиция в составе Пограничной службы Комитета национальной безопасности Республики Казахстан.
Деятельность военной полиции регламентируется Законом Республики Казахстан «Об органах военной полиции ВС РК», определяющий основные задачи военной полиции, вышедшим в феврале 2005-го.

Основными задачами военной полиции Казахстана является:
- обеспечение правопорядка в казахстанской армии, в других войсках и воинских формированиях Республики Казахстан.
- профилактика, предупреждение, выявление, пресечение и раскрытие преступлений и правонарушений.
- розыск военнослужащих.
- обеспечение безопасности дорожного движения военных транспортных средств (организация дорожно-комендантской службы).

На сегодня Военная полиция Казахстана представляет собой 4 отряда военной полиции, 16 региональных отделов, 4 отделения и Центр подготовки специалистов военной полиции. Централизовано подчинены Главному управлению военной полиции при МО РК, возглавляемому на данный момент полковником Кулумбетовым Русланом Жаксылыковичем.

## Финансирование вооружённых сил
В 2012 году 84 миллиарда тенге, или четверть (24,3 %) бюджета оборонных ведомств, планируется направить на модернизацию, восстановление, капитальный ремонт и приобретение вооружения, военной и специальной аварийно-спасательной техники, техники тушения пожаров и современных систем связи. Всего в 2012—2014 годах расходы на оборону составят 1 триллион 12 миллиардов тенге. В 2012 году — 340 миллиардов тенге, что на 81 миллиард (24 %), выше плановых показателей 2011 года. Из них рост в оборонной сфере составит 67 миллиардов тенге, в сфере предупреждения и ликвидации ЧС — 14 миллиардов тенге. «Рост в основном связан с увеличением расходов на материально-техническое укрепление Вооруженных Сил и в сфере предупреждения и ликвидации чрезвычайных ситуаций»— министр Жамишев
Расходы правоохранительных органов на охрану общественного порядка и обеспечение безопасности на трёхлетний период составят 1 триллион 159 миллиардов тенге. Из них в 2012 году планируется потратить 406 миллиардов тенге, что больше уровня текущего года на 77 миллиардов тенге.

Предусмотренные правоохранительным органам средства в 2012 году планируется направить на развитие информационных систем и укрепление материально-технической базы, строительство объектов Пограничной службы КНБ на южной границе, госпиталя с поликлиникой МВД в Астане, объектов внутренних войск и уголовно-исполнительной системы, административных зданий органов прокуратуры и внутренних дел.— уточнил расходы Жамишев
В рамках расходов правоохранительных органов на реализацию мероприятий по обеспечению общественной безопасности в 2012 году предусматривается дополнительно направить порядка 60 миллиардов тенге. Из них на реализацию мер по обеспечению общественной безопасности при угрозе и возникновении кризисных ситуаций — 46 миллиардов и на борьбу с терроризмом и религиозным экстремизмом — 13,5 миллиарда.

## Угрозы безопасности
Согласно Военной доктрине РК, принятой в 2007 году, к основным угрозам военной безопасности РК отнесены:
- внешние угрозы:
  - любая вооружённая агрессия любого сопредельного или отдалённого государства против Республики Казахстан и её граждан (то есть объявление войны против Республики Казахстан);
  - наличие вблизи границ Казахстана очагов вооружённых конфликтов;
  - осуществление отдельными государствами программ по созданию оружия массового уничтожения и средств его доставки;
  - деятельность международных радикальных группировок, усиление позиций религиозного экстремизма в сопредельных странах;
- внутренние угрозы:
  - противоправная деятельность экстремистских движений посягающих на единство и территориальную целостность Республики Казахстан, внутриполитическую стабильность в стране;
  - создание, оснащение, подготовка и функционирование незаконных вооружённых формирований;
  - незаконное распространение на территории страны оружия, боеприпасов, взрывчатых и других веществ, которые могут быть использованы для диверсий, террористических актов, иных противоправных действий;
  - организованная преступность, контрабанда и иная противозаконная деятельность в масштабах, угрожающих экономической и политической стабильности.[38]

## Учения
В 2002 году на базе полигона «Сары-Шаган» Центрального военного округа прошло стратегическое учение вооружённых сил Казахстана «Щит Родины-2002». Впервые в таком масштабе были привлечены все виды и рода войск вооружённых сил; впервые совместно применены системы высокоточного оружия («Точка-У», «Смельчак»); впервые были нанесены массированные авиаудары по условному противнику.
16 апреля 2003 года прошли крупномасштабные стратегические учения вооружённых сил республики «Батыс-2003» («Запад-2003»), были задействованы около 5 тыс. человек личного состава вооружённых сил. Также проведены учения «Степной орёл-2003», «Боевое содружество-2003». В 2005—2008 годах ВС РК провели множество локальных учений, в том числе совместные учения с ВС России.

## Межгосударственное сотрудничество в военной области

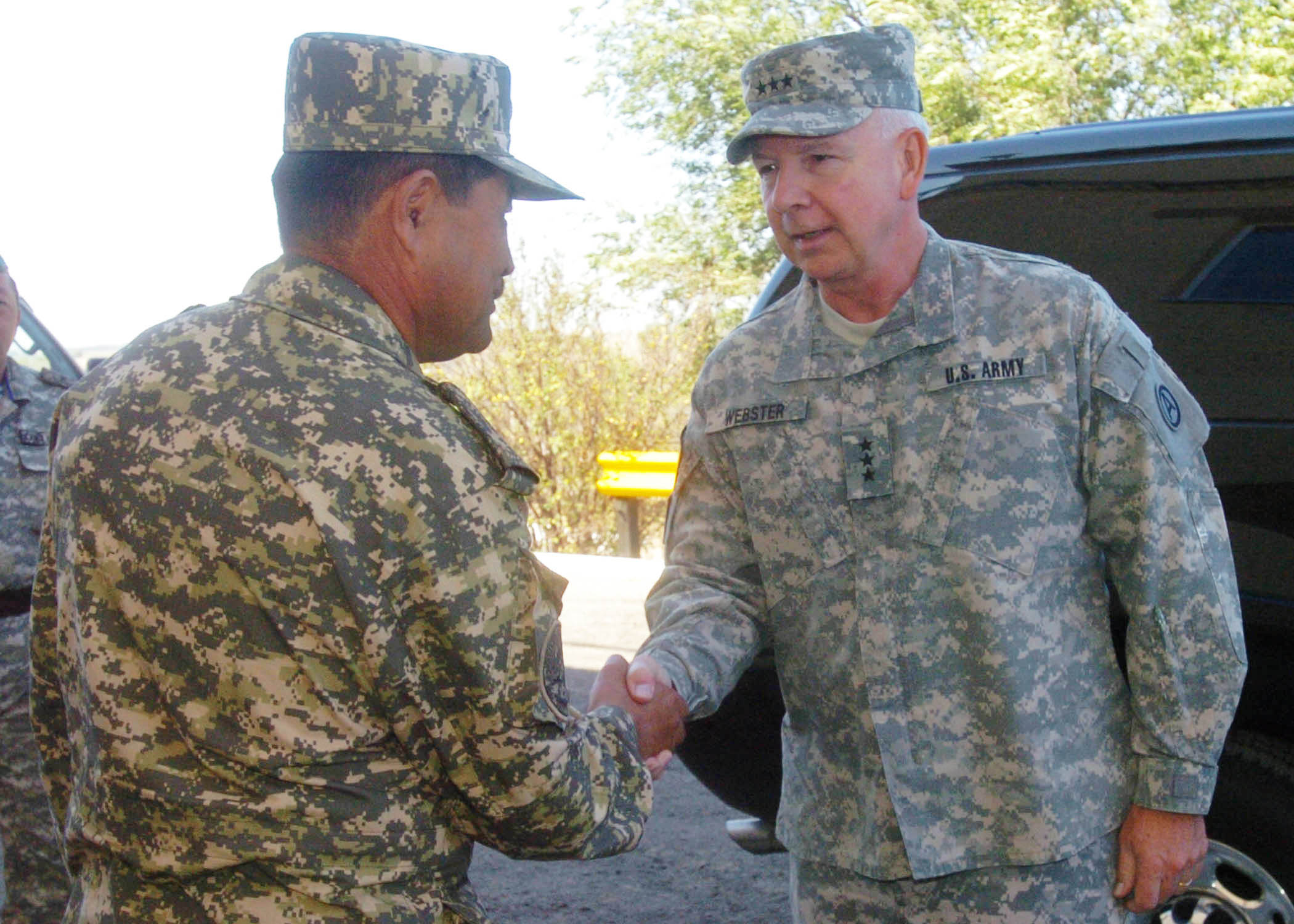
Генерал-лейтенант ВС США Вебстер (Webster) и генерал-майор Алдабергенов в расположении КазБата.
1 октября 2009 года.

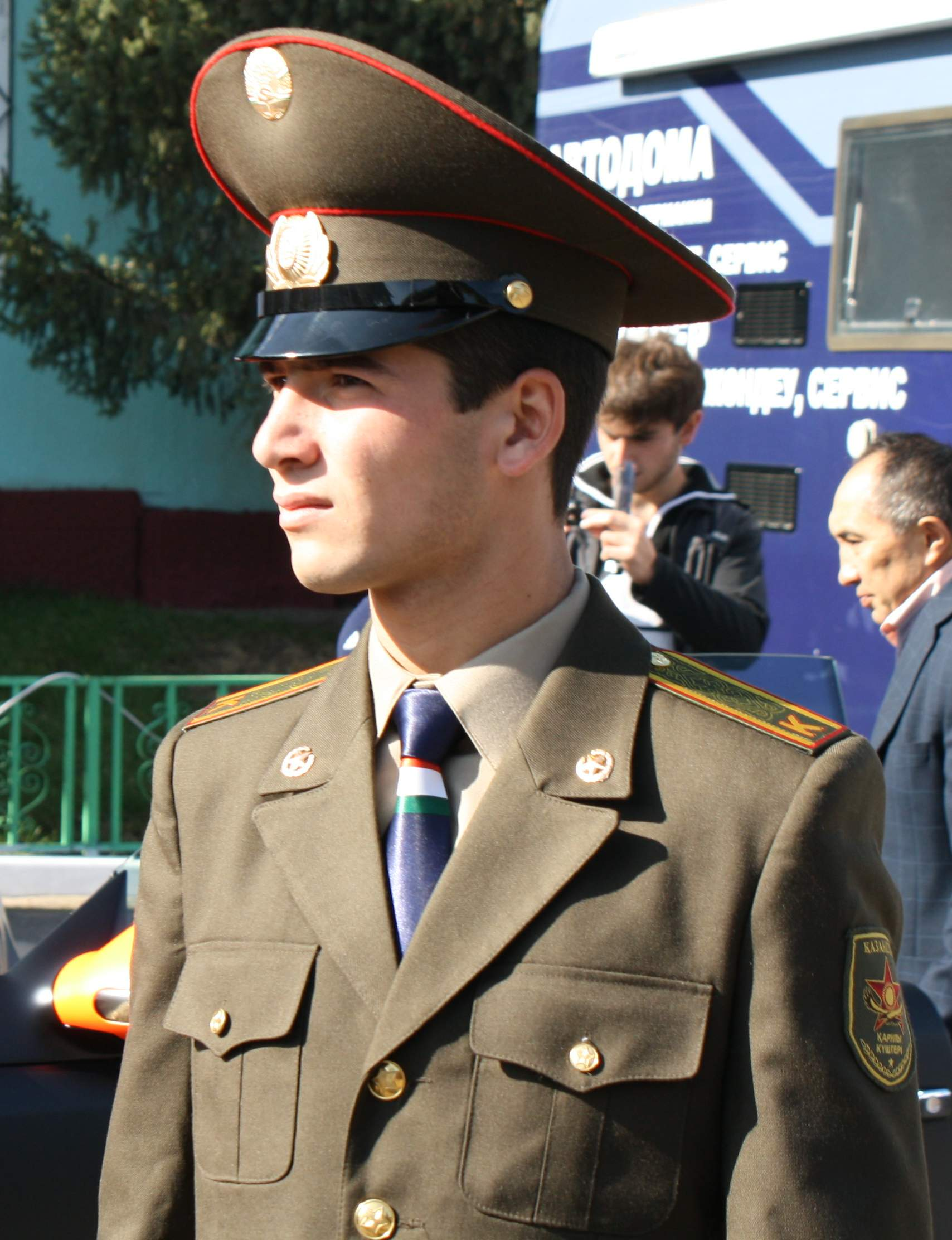
Таджикистанский курсант, обучающийся в Военном институте Сухопутных войск (Алма-Ата). Форма одежды — казахстанская, но кокарда на фуражке и флаг на галстуке — таджикистанские

Согласно Военной доктрине, принятой в 2007 году, приоритетными направлениями международного военного сотрудничества Казахстана являются:
- активизация военного и военно-технического сотрудничества с государствами — членами ОДКБ, создание единого оборонного пространства и обеспечение коллективной военной безопасности;
- углубление стратегического партнёрства с Россией и КНР на основе общих военно-политических интересов в регионе;
- укрепление сотрудничества с США по вопросам технической модернизации ВС, передачи военных технологий, подготовки кадров и развития военной инфраструктуры;
- расширение сотрудничества в военной и военно-технической областях с государствами Центральной Азии и другими странами;
- участие в совместных учениях и обмен опытом в сфере антитеррористических операций и операций по поддержанию мира под руководством НАТО;
- создание региональных центров в рамках программы «Партнёрство во имя мира»;
- участие воинских формирований в операциях по поддержанию мира под эгидой ООН.

Особое внимание уделяется сотрудничеству с государствами-участниками ОДКБ в рамках коалиционного военного строительства в интересах обеспечения совместной безопасности и коллективной обороны.
Военные вузы Казахстана готовят специалистов и для государств-участников ОДКБ. В Национальном университете обороны (Щучинск) и Военном институте Сухопутных войск (Алма-Ата) обучаются слушатели и курсанты из Таджикистана и Киргизии  (недоступная ссылка).

### Региональное сотрудничество (Центральная Азия)
25 октября 1995 г. было подписано соглашение Казахстана, Киргизии, России и Таджикистана с КНР о мерах по укреплению доверия в военной области в районе бывшей советско-китайской границы.
15 декабря 1995 г. президенты Казахстана, Киргизии и Узбекистана подписали документ об организации и формировании под эгидой ООН коллективного миротворческого батальона «Центразбат».
10 января 1997 г. в Бишкеке был подписан Договор о вечной дружбе между Казахстаном, Киргизией и Узбекистаном.
24 апреля 1997 г. в Москве было подписано соглашение между Казахстаном, Киргизией, Россией, Таджикистаном и КНР о взаимном сокращении вооружённых сил в районе границ.
28 марта — 2 апреля 2000 г. — на войсковом полигоне вблизи таджикско-афганской границы проведены совместные командно-штабные учения «Южный щит Содружества — 2000» с участием воинских подразделений Казахстана, Киргизии, России, Таджикистана и Узбекистана.
2-6 апреля 2001 г. — на юге Киргизии проведены совместные командно-штабные учения с органами управления, войсками и силами государств Центральной Азии и России «Южный щит Содружества-2001». Отрабатывались вопросы отражения группировкой коалиционных сил СНГ нападения бандформирований.
24-25 апреля 2001 г. — в рамках «Программы по борьбе с международным терроризмом и иными проявлениями экстремизма на период до 2003 года» на юге Киргизии прошли командно-штабные учения «Юг-Антитеррор-2001».
4 апреля 2000 г. — Казахстан, Киргизия, Таджикистан и Узбекистан подписали Договор о совместных действиях по борьбе с терроризмом, политическим и религиозным экстремизмом.
22-24 августа 2001 г. — в городе Бишкек, Ошской и Баткенской областях Киргизии проведена командно-штабная тренировка «Достук-2001» на тему «Подготовка и участие Коллективных сил быстрого развёртывания в совместных действиях по уничтожению бандформирований в регионе».

### ОДКБ
15 мая 1992 г. Казахстан совместно с Арменией, Киргизией, Россией и Таджикистаном подписал Договор о коллективной безопасности.
2 апреля 2001 г парламентом РК ратифицировано Соглашение об основных принципах военно-технического сотрудничества между государствами-участниками Договора о коллективной безопасности.
8-13 октября 2001 г прошли командно-штабные военные игры с участием оперативных групп ВС государств-участников ДКБ и представителей рабочих органов СНГ и ДКБ.
7 февраля 2009 г на саммите стран ЕврАзЭС и ОДКБ было принято решение о создании группировки Коллективных сил оперативного реагирования, сокращённо КСОР. КСОР предназначены для оперативного реагирования на военные и пограничные конфликты, пресечения попыток террористических актов, противодействия нелегальному обороту наркотиков и другим видам организованной преступности. В состав КСОР войдут спецподразделения МВД, МЧС, миграционных служб и ведомств по борьбе с нелегальным оборотом наркотиков и терроризмом. Казахстан и Россия будут составлять основной костяк КСОР, при этом Россия предоставит воздушно-десантную дивизию и десантно-штурмовую бригаду (около 8 тыс. военнослужащих). Казахстан будет представлен десантно-штурмовой бригадой (до 5 тыс. военнослужащих). Общая численность КСОР составит свыше 15 000 человек.

### СНГ
10 февраля 1995 г. главы Армении, Белоруссии, Грузии, Казахстана, Киргизии, России, Таджикистана, Туркменистана, Узбекистана и Украины подписали «Соглашение о создании Объединённой системы противовоздушной обороны государств-участников СНГ (ОС ПВО СНГ)».
С 1998 г на полигоне Ашулук (Астраханская область) в рамках Договора об ОС ПВО СНГ проводятся регулярные ежегодные учения «Боевое содружество» с участием сил ПВО Белоруссии, Казахстана, Киргизии и России.

### Миротворческие операции под эгидой ООН
15 декабря 1995 г президенты Казахстана, Киргизии и Узбекистана подписали документ о создании батальона миротворческих войск ООН «Центразбат».
2 декабря 2006 г в Капшагайском гарнизоне состоялась презентация казахстанской миротворческой бригады (Казбриг), сформированной на базе миротворческого батальона (Казбат). Бригада является миротворческим формированием, предназначенным для выполнения обязательств Республики Казахстан по поддержанию международного мира и безопасности совместно со странами-партнёрами. Входит в состав Аэромобильных сил.
Согласно Военной доктрине, принятой в 2007 году, миротворческая деятельность рассматривается как «важнейшая составная часть политики по укреплению коллективной и национальной безопасности, … один из основных инструментов раннего обнаружения и своевременного предотвращения политическими средствами назревающих военно-политических кризисов и военных конфликтов», имеющая своей целью «прекращение вооружённого конфликта и создание условий, способствующих его политическому урегулированию».
Для развития своего миротворческого потенциала в Казахстане намечено создать региональный миротворческий центр с усиленной инженерно-сапёрной и медицинской составляющими.
Согласно Военной доктрине, задачи миротворческого контингента могут включать в себя:
- блокирование района конфликта в целях обеспечения выполнения санкций, принятых международным сообществом;
- разъединение вооружённых группировок конфликтующих сторон и их разоружение;
- обеспечение режима прекращения огня и установление мира, предотвращение возобновления военных действий;
- разминирование местности, ликвидацию фортификационных сооружений и последствий применения оружия массового уничтожения;
- контроль местности и действий населения в зоне разъединения, противодействие беспорядкам;
- содействие местным органам власти (правоохранительным органам) в поддержании правопорядка, обеспечение безопасности лиц, вернувшихся в места прежнего проживания.[38]

### Партнёрство с НАТО
- С 1994 г. Казахстан является участником Программы НАТО «Партнёрство во имя мира». С 1996 г. Казахстан принимает участие в ежегодных учениях в рамках этой программы (учения «Центразбат»). Первые такие учения с участием военнослужащих Центразбата состоялись в августе 1996 г на базе морской пехоты США в штате Северная Каролина.
- С 2002 года Казахстан начинает сотрудничать с НАТО на основе Индивидуального Плана Партнёрства. Основным геополитическим основанием партнёрства Казахстана (ИПАП) с НАТО является противовес попыткам геополитического (потенциально военного) давления со стороны России и Китая, а также защита тюркского мира в регионе (Киргизии, Узбекистана, Туркмении и Турции) от него, и наоборот членство в ОДКБ и структурах ШОС призваны защищать РК от гипотетического давления или агрессии запада[58]. Всё это вписывается в рамки многовекторной политики президента и парламента Казахстана.

### Участие в акциях многонациональных сил

#### Таджикистан
Из-за размаха начавшейся гражданской войны в Таджикистане, власти Казахстана отправили один десантно-штурмовой батальон из состава 35-й отдельной гвардейской десантно-штурмовой бригады, на усиление 48-го Пянджского пограничного отряда Пограничных войск Российской Федерации, дислоцированного в пределах Хатлонской области (на момент ввода — Курган-Тюбинской области). Батальон состоял из 300 бойцов срочной службы, без офицерского состава. В зависимости от обстановки, десантники распределялись на усиление пограничных застав в количестве 20-30 бойцов. В итоге этот батальон пробыл почти полгода и вернулся в Казахстан в конце февраля 1993 года.
Июнь 1993 — февраль 2001. — Согласно Соглашению СНГ от 9 октября 1992 года и Решению СНГ от 22 января 1993 года сводный казахстанский батальон находился в Горном Бадахшане и выполнял боевую задачу по охране таджико-афганской границы. Совместно с казахстанским батальоном, на смежных участках сходные задачи решали узбекский и киргизский батальоны.
Весной 1993 на основании Постановления Кабинета Министров Республики Казахстан № 335, от 30 апреля 1993 года был сформирован Отдельный сводный стрелковый батальон.

В июне 1993 года отдельный сводный стрелковый батальон в составе 5-ти стрелковых рот (2 роты от Пограничных Войск Республики Казахстан, 2 роты от Министерства Обороны Республики Казахстан и одна рота от Внутренних Войск МВД Республики Казахстан) прибыл в 66-й Хорогский пограничный отряд Пограничных войск России. В дальнейшем организационно-штатная структура Отдельного сводного стрелкового батальона Республики Казахстан приобрела следующий вид: две роты от пограничных войск (по одному взводу от каждого пограничного отряда), две роты от Сухопутных войск ВС РК (по одной роте от 68-й мотострелковой дивизии и от 210-го гвардейского окружного учебного центра) и одна рота от внутренних войск МВД.
Управление и штаб батальона, как правило, комплектовались офицерами пограничных войск. Боевая задача казахстанских военных в Таджикистане заключалось в усилении застав 66-го Хорогского пограничного отряда РФ и комендатуры, расположенной в н.п. Калаи-Хумб, позднее реорганизованной в 136-й Калайи-Хумбский пограничный отряд. 7 апреля 1995 года в Пшихаврском ущелье Памира рота военнослужащих внутренних войск из сводного батальона во время марша попала в засаду и приняла бой с противником. 17 человек погибли, ещё 33-и солдата получили ранения. Всего за время пребывания в Таджикистане, в ходе боевых действий сводный казахстанский батальон потерял убитыми и без вести пропавшими 54-е бойца.

#### Ирак
Август 2003 — Ноябрь 2008. — инженерный сапёрный отряд (по штату инженерно-сапёрный взвод разминирования) казахстанского миротворческого батальона (Казбат) под командованием подполковника К. Смагулова в количестве 27 человек прибыл в Ирак и приступил к деятельности в составе Межнациональных коалиционных сил по поддержанию мира и безопасности. Главные задачи составляли разминирование дорог и поселений, очистка питьевой воды, медицинская помощь населению и коллегам по коалиции, подготовка иракских специалистов. Ротация личного состава осуществлялась каждые полгода. В ноябре 2008 миссия в Ираке была завершена, потери казахстанского контингента составили 1 военнослужащего погибшим и не менее 6 ранеными и травмированными.

### Безъядерный статус
В 1991 г, после распада Советского Союза, получивший независимость Казахстан неожиданно оказался собственником огромных запасов стратегического оружия и мощного ядерного арсенала.
На территории Казахстана находились крупнейшие в СССР испытательные, космические и ядерные полигоны — Эмба, Сары-Шаган (Приозёрск), Байконур (также известный как Ленинск или Тюратам), Семипалатинский полигон.
Ракетные войска стратегического назначения СССР, после распада Советского Союза ставшие Объединёнными стратегическими силами СНГ, в Казахстане были представлены двумя ракетными дивизиями шахтного базирования, на вооружении каждой из которых находилось по 48 установок ракет СС-20, — 38-й (Державинск) и 57-й (Жангизтобе).
К стратегическим силам также можно отнести 79-ю тяжелобомбардировочную авиадивизию (Чаган, близ Семипалатинска), которая была оснащена стратегическими бомбардировщиками Ту-95 — 40 самолётов и 240 крылатых ядерных ракет к ним.
13 декабря 1993 г. Верховный Совет РК принял постановление «О присоединении к Договору о нераспространении ядерного оружия». Подписано соглашение между РК и США об уничтожении шахтных пусковых установок МБР, ликвидации последствий аварийных ситуаций и предотвращении распространения ядерного оружия.
В 1994 г. Казахстан, Россия, Великобритания и США подписали Меморандум о гарантиях безопасности в связи с присоединением Казахстана к Договору о нераспространении ядерного оружия. Позже к гарантиям присоединились Китай и Франция.
27 мая 1995 г в штольне бывшего Семипалатинского ядерного полигона был уничтожен последний ядерный заряд.
В 1996 г из Казахстана в Россию были выведены стратегические бомбардировщики.
В сентябре 1996 г. в соответствии с Договором о сокращении наступательных вооружений (СНВ-1) и Лиссабонским протоколом закончены работы по демонтажу МБР и шахтных пусковых установок в Жангизтобе (а вскоре и в Державинске). В Россию были выведены обе дислоцированные здесь дивизии российских Ракетных войск стратегического назначения.
30 сентября 1996 г. Казахстан присоединился к Договору о всеобщем запрещении ядерных испытаний.
В июле 2000 г. на бывшем Семипалатинском испытательном полигоне была уничтожена последняя штольня для ядерных испытаний.

### Двусторонние контакты

#### Россия
- март 1994 — подписан Договор о военном сотрудничестве между Россией и Казахстаном.
- 14-18 июля 1997 г. — в Самарской области проведено российско-казахстанское стратегическое командно-штабное учение «Редут-97». Отрабатывались вопросы организации и применения коалиционной группировки войск.
- 7-10 июля 1998 г. — совместное стратегическое командно-штабное учение «Достык-98» с участием органов управления и войск Казахстана, Киргизии и России.
- 6 — 7 июня 2002 г. — в Москве состоялись переговоры министров обороны России и Казахстана, где были обсуждены вопросы реализации совместных решений президентов обеих стран по военно-техническому сотрудничеству. Подготовку военнослужащих Казахстана в военных учебных заведениях России на льготных условиях решено начать с 1 сентября 2002 г. Согласован перечень вооружения и военной техники, поставляемых Казахстану. Достигнута договорённость о проведении совместных учений в Каспийском регионе.

#### КНР
- 2001—2002 г. — КНР оказала содействие в организации изучения китайского языка в Лингвистическом центре Министерства обороны РК.
- Октябрь 2016 г. — Китай договорился с Казахстаном об оказании на безвозмездной основе технической помощи Вооружённым силам РК. Соглашение предусматривает передачу казахстанской стороне на безвозмездной основе седельных тягачей с тралами и погрузочно-разгрузочной платформы[64].
- Февраль 2016 г. — Поставка партии беспилотников в Казахстан[65].

#### США
- Помимо совместных миротворческих учений в рамках Программы НАТО «Партнёрство во имя мира», с 1998 г проводятся регулярные совместные казахстанско-американские учения «Баланс — Каяк-98», где отрабатываются вопросы взаимодействия военно-медицинских подразделений.
- июль 1999 г. — в урочище Чимбулак близ Алма-Аты проведены совместные казахстанско-американские учения «Жардем-99», в ходе которых отрабатывались вопросы взаимодействия органов управления и подразделений Мобильных сил и специальных сил ВС РК и США по планированию, подготовке и проведению операций миротворческого и гуманитарного характера, а также задач по поддержанию мира в зоне конфликта, совершенствованию штабной, профессиональной и полевой выучки органов управления и личного состава.
- 22 марта 2002 г. — на базе одной из частей Южного военного округа проведены совместные учения «Жардем-2002» с участием горно-егерского подразделения округа и подразделения армии США. В ходе учения были отработаны задачи, связанные со спасательной, горной и медицинской подготовкой.
- 19 апреля 2002 г. — состоялось первое заседание совместной казахстанско-американской рабочей группы по вопросам сотрудничества в области обороны и безопасности. В ходе заседания был рассмотрен широкий круг вопросов, связанных с региональной безопасностью, проектами по укреплению и развитию инфраструктуры ВС РК, расширением обучения казахстанских военнослужащих в США.
- 28 апреля 2002 г. — в Астане состоялась встреча президента РК Н. Назарбаева с министром обороны США Д. Рамсфельдом. Обсуждён вопрос об использовании Алматинского аэропорта на случай аварийных ситуаций с американскими военными самолётами, участвующими в антитеррористической борьбе в Афганистане. Президент предложил в этих целях использовать и аэродромы Шымкента и Луговой. Подтверждено участие Казахстана в работе штаба Антитеррористической коалиции.
- 8 — 12 июля 2002 г. — состоялись казахстанско-американские переговоры по военному сотрудничеству. Согласованы вопросы увеличения финансирования США активизации обучения казахстанских военнослужащих в военных учебных заведениях США, а также укрепления материально-технической базы ВС РК, развития их Мобильных сил при материальной и финансовой помощи США.
- 20-21 августа 2002 г. — Астану посетил главнокомандующий Центральным командованием США генерал Томми Фрэнкс. На переговорах были рассмотрены вопросы, связанные с региональной безопасностью, укреплением и развитием инфраструктуры Западного военного округа, Мобильных сил ВС РК. Достигнута договорённость о расширении, начиная с 2003 года, подготовки военных кадров Казахстана в элитных учебных заведениях США, в частности в Национальном университете обороны, академиях Вест-Пойнт, Колорадо.
- 14 — 17 ноября 2002 г. — министр обороны РК генерал армии М. К. Алтынбаев посетил США по приглашению министра обороны Д. Рамсфельда.
- июль 2003 г. — в Казахстане под руководством председателя Комитета начальников штабов проведены первые казахстанско-американские военные учения «Степной Орёл — 2003».
- сентябрь 2003 г. — подписан пятилетний план двустороннего сотрудничества оборонных ведомств РК и США, охватывающий сотрудничество в борьбе с международным терроризмом, развитие миротворческих сил, укрепление Сил воздушной обороны, Аэромобильных сил ВС РК и военной инфраструктуры Каспийского региона. Достигнута договорённость о создании центра антитеррористической подготовки, оснащении горно-егерского батальона и Казбата ВС РК техникой и оборудованием американского производства. Речь идёт о поставках Казахстану вертолётов, самолётов, кораблей и автомобилей высокой проходимости «Hummer».

#### Турция
- 3 августа 2001 г в Казахстане открылось военно-техническое представительство Генерального штаба ВС Турции.
- Турция является одним из главнейших стратегических союзников Казахстана наряду с Россией. Казахстан получает от Турции военную технику, такую как бронемашины Otokar Cobra, военные кареты скорой медицинской помощи, а по не подтверждённым данным и тяжёлую бронетехнику с вертолётами Кобра.

#### Германия
В октябре 2001 г подписано межведомственное Соглашение о сотрудничестве с Германией в военной области, предусматривающее регулярный обмен информацией в различных аспектах военной деятельности, таких как законодательство и право, контроль над вооружением, управление и социальное обеспечение, организационная структура и методы планирования развития вооружённых сил, медицина, охрана окружающей среды.
Источник — сайт МО РК (http://www.mod.kz) (недоступная ссылка).

#### Словакия
В апреле 2008 года Словакия и Казахстан подписали соглашение о военном сотрудничестве. В частности, соглашение предусматривает обучение офицерского состава вооружённых сил Казахстана на курсах в городе Липтовски Микулаш и на базе центра «партнёрство во имя мира» НАТО, а также проведение стажировки казахстанских военных медиков в центральном военном госпитале Словакии в городе Ружомберок.

#### Израиль
Соглашение о двухстороннем военно-техническом сотрудничестве подписано 20 января 2014 года во время официального визита министра обороны Адильбека Джаксыбекова в Израиль. С израильской стороны соглашение подписал министр обороны Моше Яалон.

## Комментарии
1. ↑  До февраля 2023 года, в состав ДШВ входила 36-я десантно-штурмовая бригада дислоцированная в Астане и в н.п. Арнасай Акмолинской области. В феврале 2023 года было объявлено о её переименовании в 36-ю бригаду особого назначения. Прежнее предназначение бригады изменилось, и теперь она служит для охраны и обороны важных стратегических объектов страны, в том числе Акорды[53][54]